# Строли, Питер Эдуард
Питер Эдвард Строли (также Штрёлинг, Стрёлинг, англ. Peter Edward Stroehling; 1768 — около 1826) — немецкий художник-портретист, который много работал в Российской империи и провёл последние годы жизни в Лондоне. Работал маслом и в миниатюре, написал несколько королевских портретов.

## Биография
Эдуард Штрёлинг был сыном дюссельдорфского красильщика и художника-декоратора Иоганна Бурхарда Штрёлинга и его жены Марии Гертруды, урожденной Блиссем. Он учился в Дюссельдорфской школе рисования, предшественнице Дюссельдорфской академии художеств, у Ламберта Краэ. После этого, в 1789 году он работал в Мангейме, и, возможно, в Париже, переехал во Франкфурт-на-Майне в 1790 году, а в 1791 году уехал оттуда в Майнц. Во всех этих городах он создавал «детские портреты и семейные сцены, проникнутые модным духом сентиментализма». С конца 1780-х годов он также создавал миниатюрные портреты на слоновой кости.
Поскольку Строли обожал мистификации и много и охотно фальсифицировал свою биографию, в англоязычной литературе возникла версия, что он был русским немцем, получившим образование на средства Екатерины Великой, однако это не соответствует действительности.
В 1792 году художник работал в Берлине, откуда в том же году отправился в Рим.
В начале 1796 года он был в Вене, откуда в том же 1796 году выехал в Санкт-Петербург на коронацию русского императора Павла I, взяв с собой свиту слуг и представившись английским дворянином. Впоследствии он создал много портретов в Санкт-Петербурге и оставался там до 1801 года.
С 1803 по 1807 год он находился в Лондоне, где, подобно Иоганну Цоффани, видел значительно больше возможностей заработать себе имя и состояние, чем при немецком дворе, и снова был там с 1819 по 1826 год. Он выставлял свои работы в Королевской академии между 1803 и 1826 годами.
О смерти Строли в Лондоне было сообщено весьма неопределенно примерно в 1826 году, и после этой даты никаких новых работ написано не было.

## Творчество
Строли работал в жанре портрета, портретной миниатюры и исторической живописи, выполнял работы в основном маслом. Его работа почти всегда меньше, чем в натуральную величину.
Среди примечательных заказов — портрет королевы Луизы Прусской, приобретенный музеем Гогенцоллерна в Берлине, и портрет короля Георга III с обожающим его спаниелем в Виндзорском замке, написанный в 1807 году и ныне находящийся в Королевской коллекции.
В том же году он написал нелестный портрет жены короля, королевы Шарлотты, который также теперь принадлежит Елизавете II. Его картина «Алоис I, принц Лихтенштейна» находится в Музее Лихтенштейна в Вене.
Образ поэта Людвига Ахима фон Арнима, созданный Строли, является одним из самых известных его произведений. Он также написал портреты герцога Веллингтона, принца Августа Фредерика, принцессу Августу Софию, принцессу Елизавету и итальянскую певицу-контральто Джузеппину Грассини.

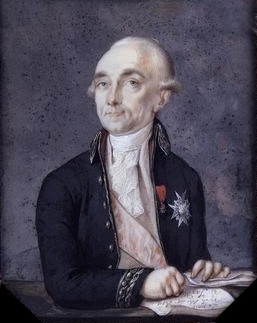
Портрет сэра Джона Актона, 1793 г.
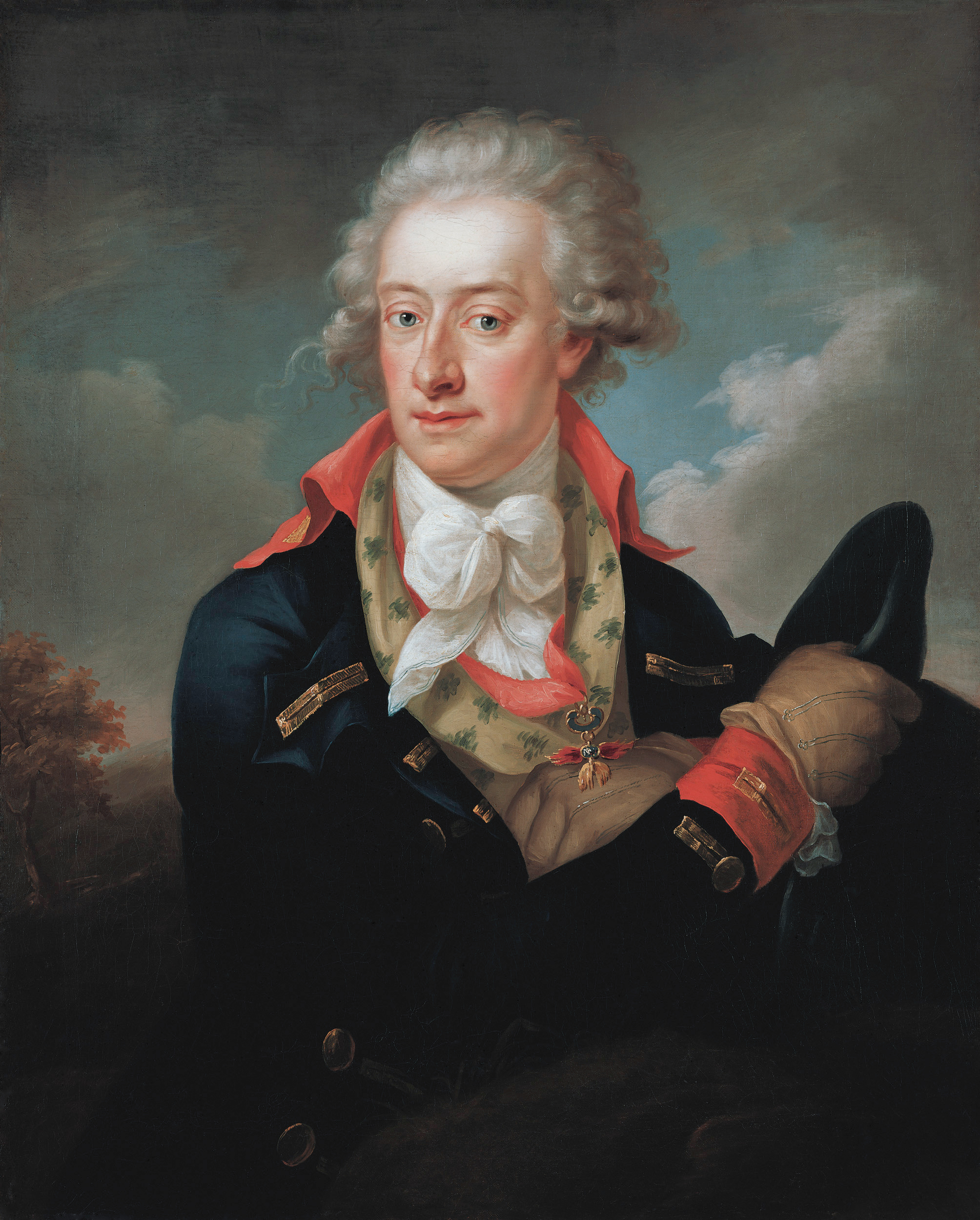
Портрет Алоиза I, принца Лихтенштейна, 1794 г.
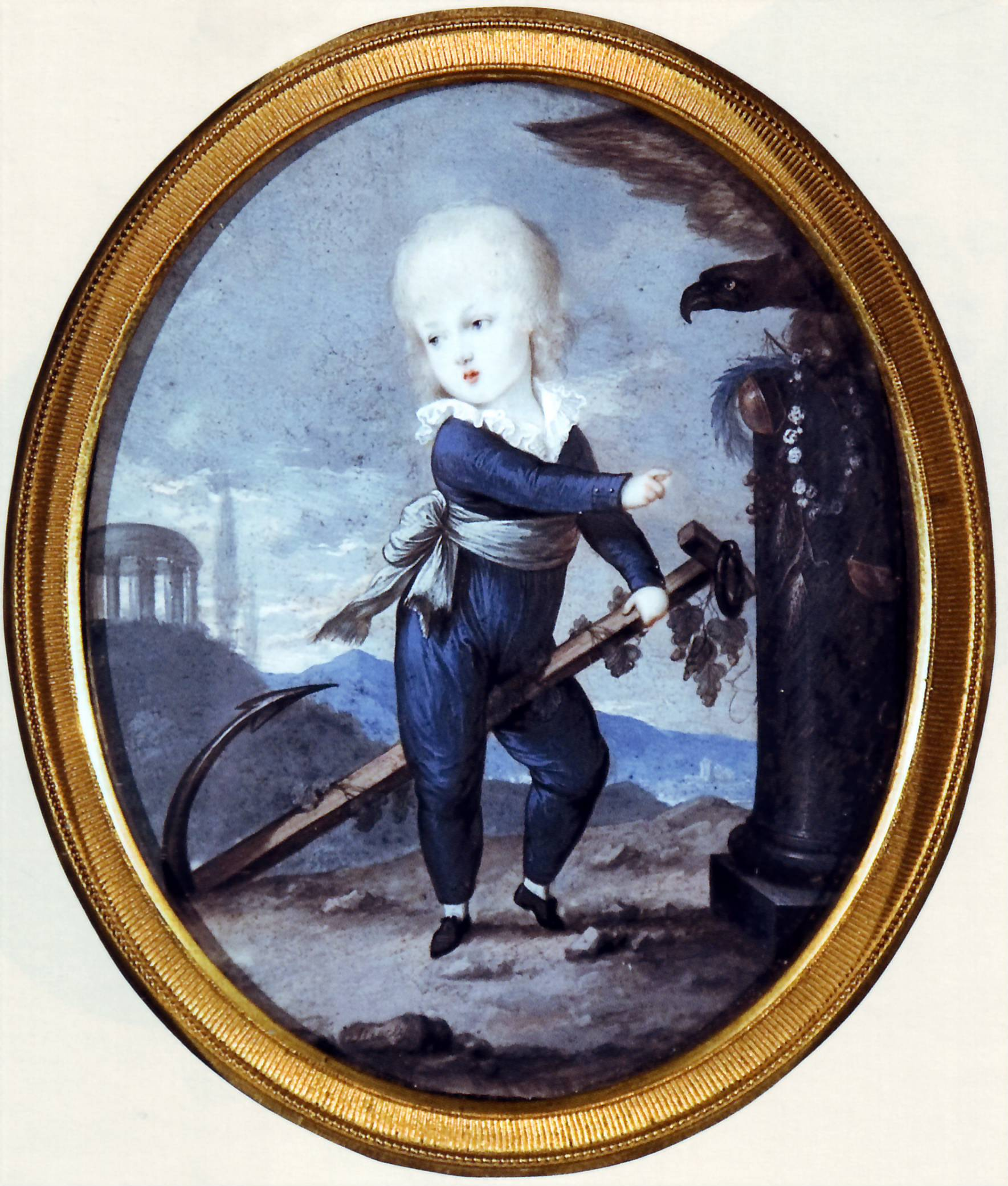
Портрет неизвестного мальчика, середина 1790-х гг.

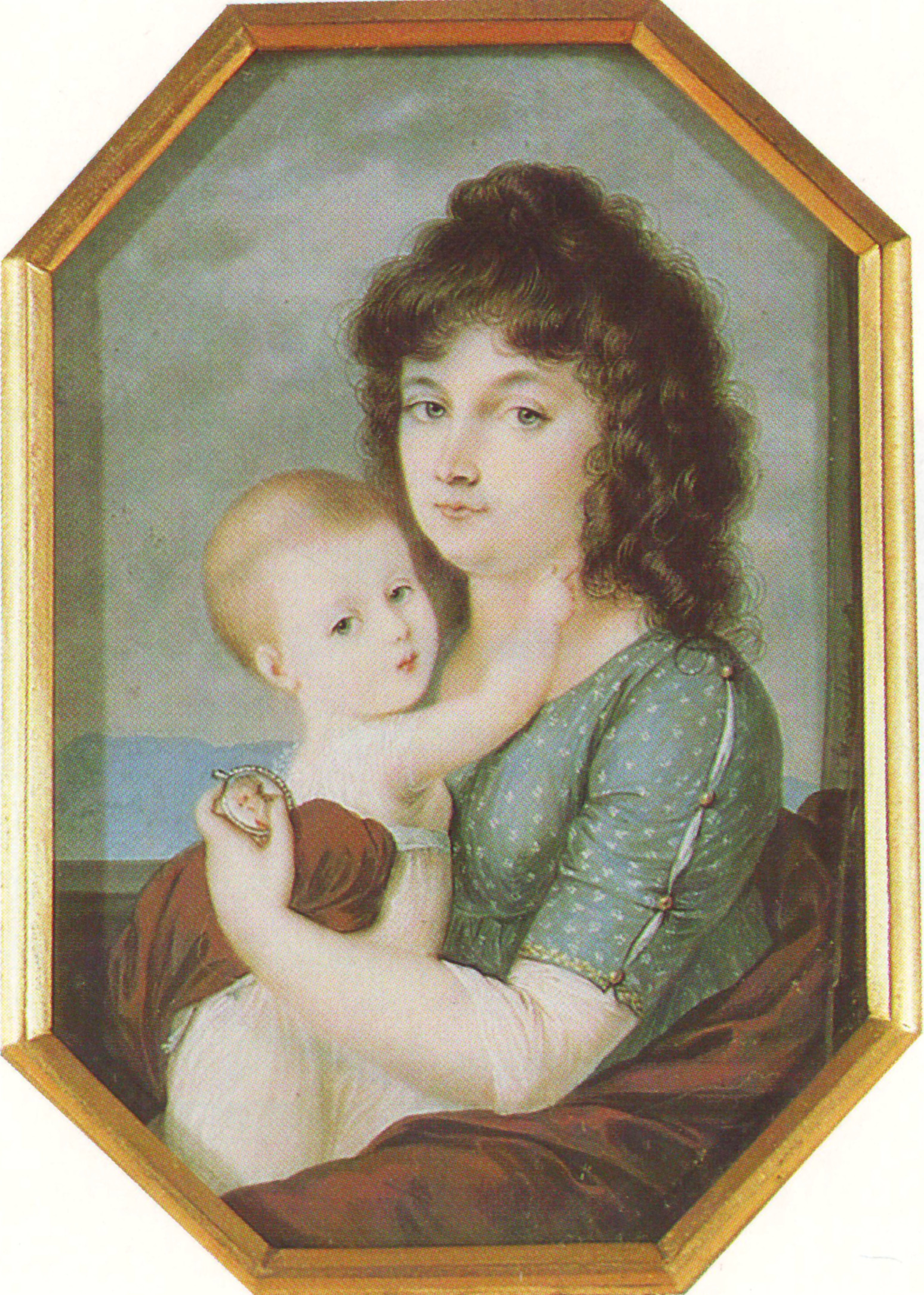
Портрет М. А. Нарышкиной, 1790-е гг.
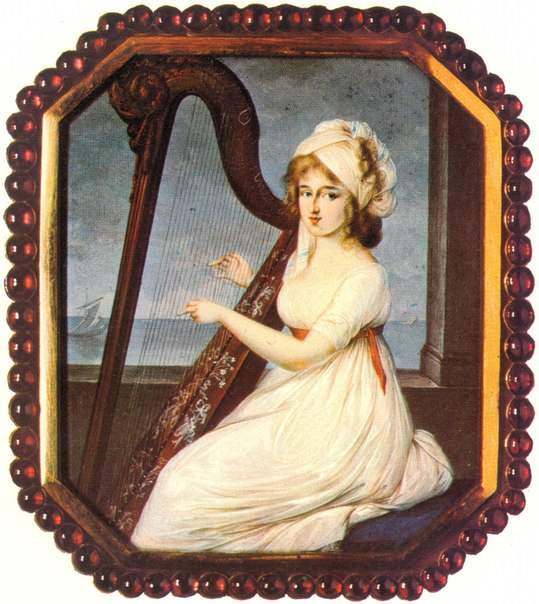
Портрет княгини Е. Б. Шаховской, 1790-е гг.
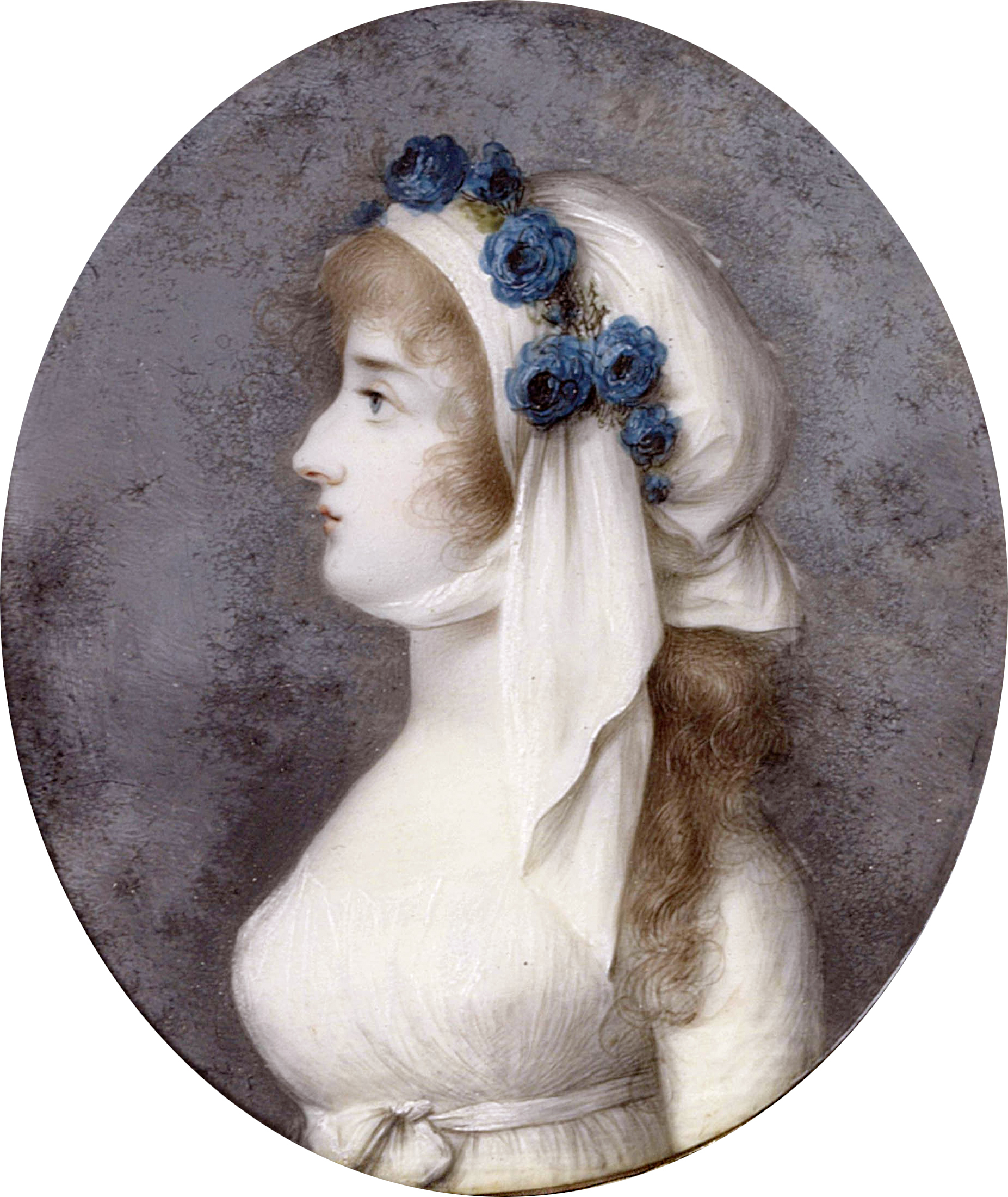
Портрет княгини Е. Б. Шаховской, 1790-е гг.
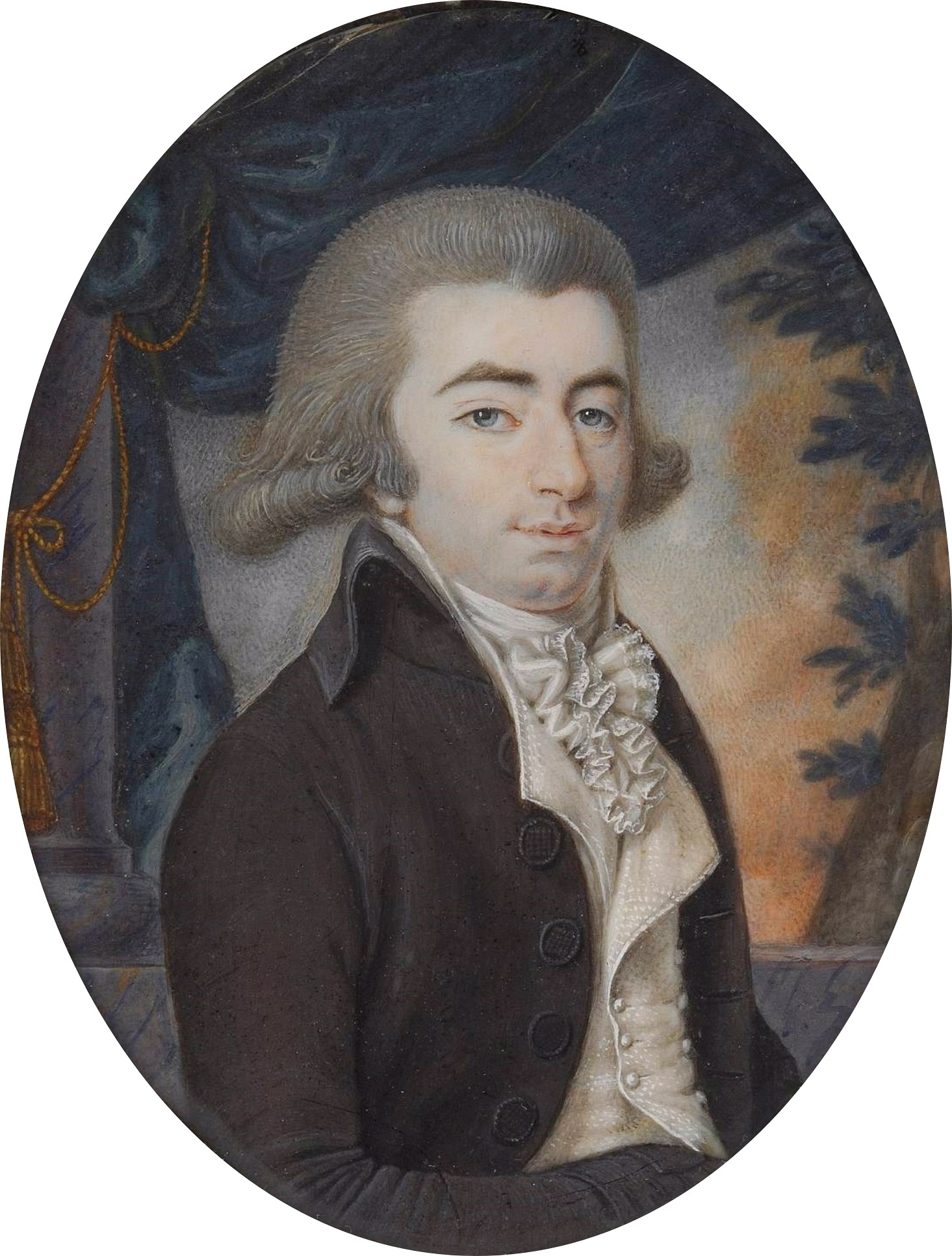
Портрет князя А. П. Оболенского 1796-1799 гг.
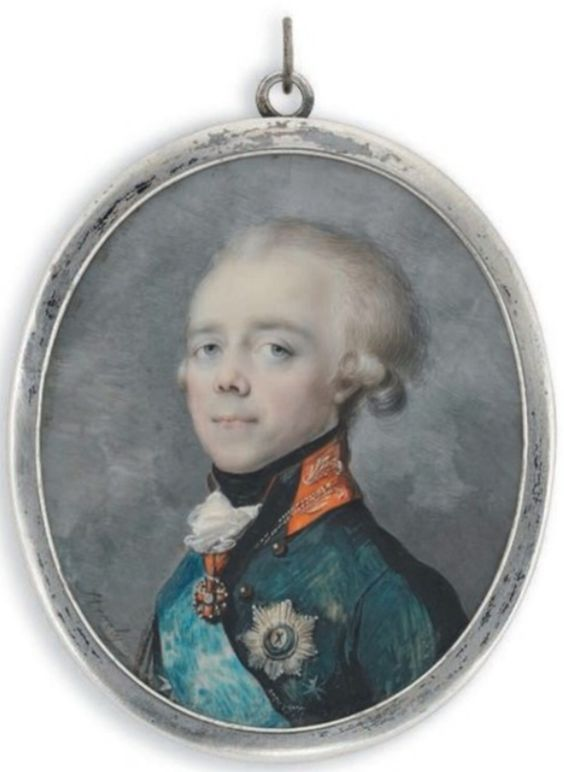
Портрет императора Павла I, 1796-1801 гг.
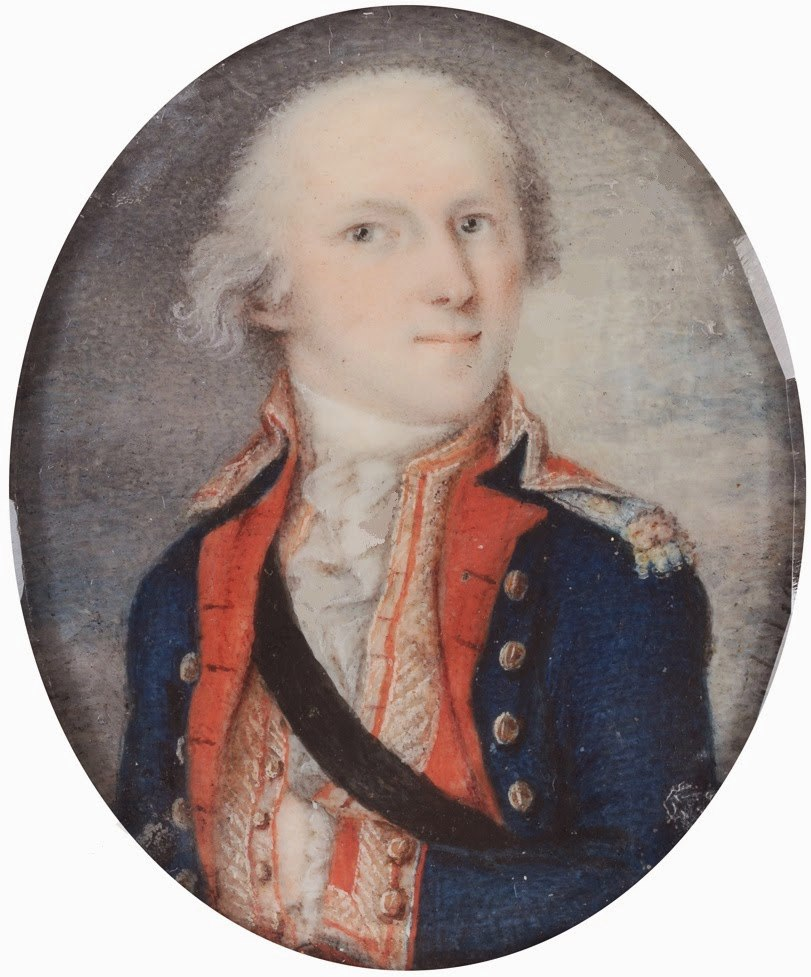
Портрет Ивана Ивановича Михельсона, 1798 г.
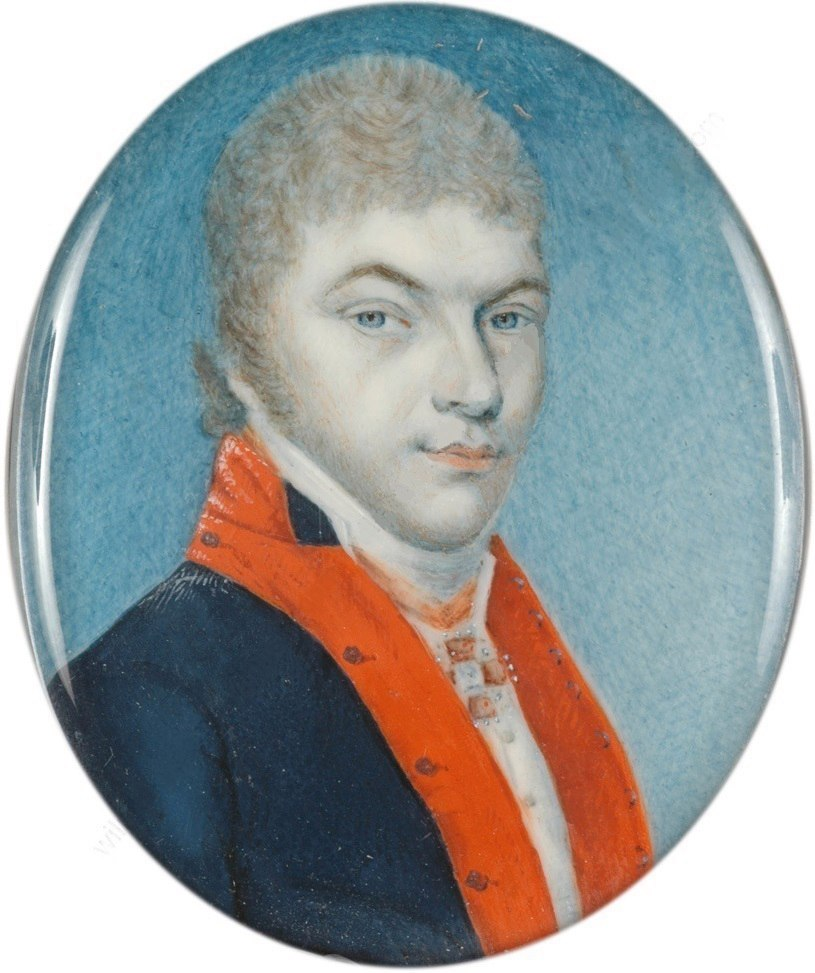
Портрет князя П. Г. Гагарина 1799 г.
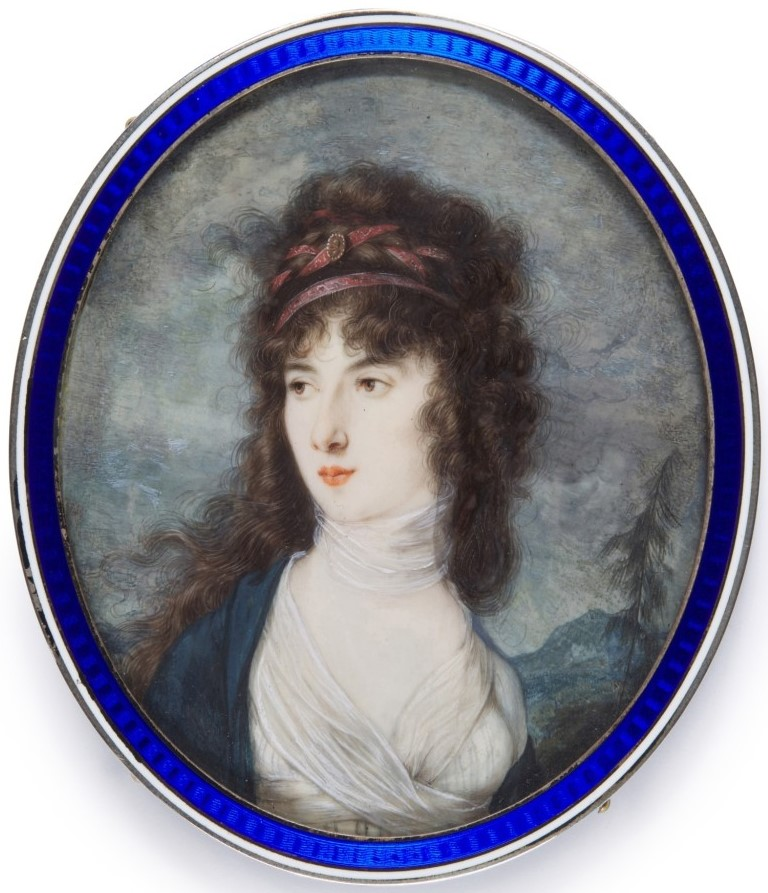
Портрет Варвары Ивановны Ладомирской, около 1800 г.
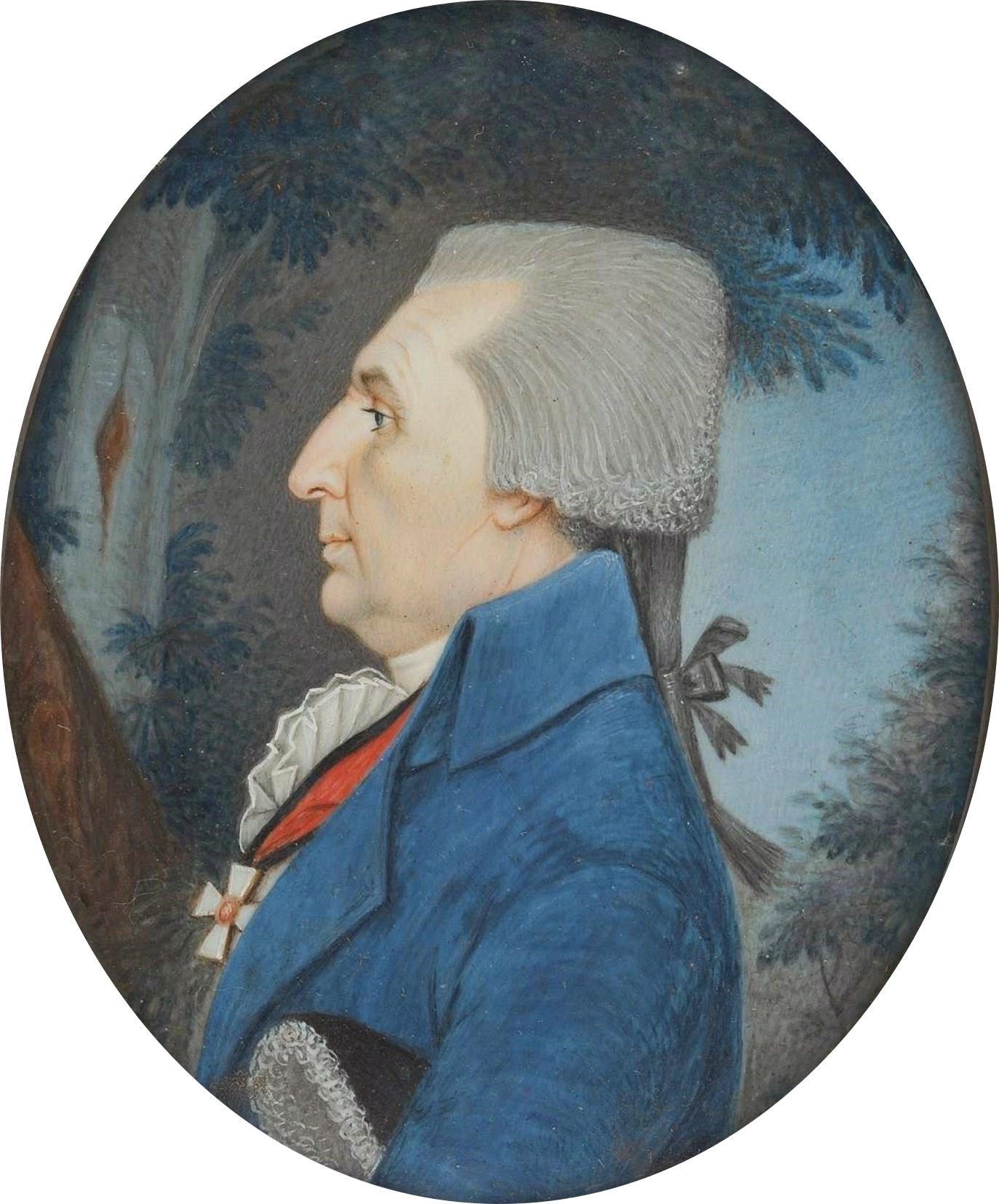
Портрет Г. И. Вяземского, 1800 г.
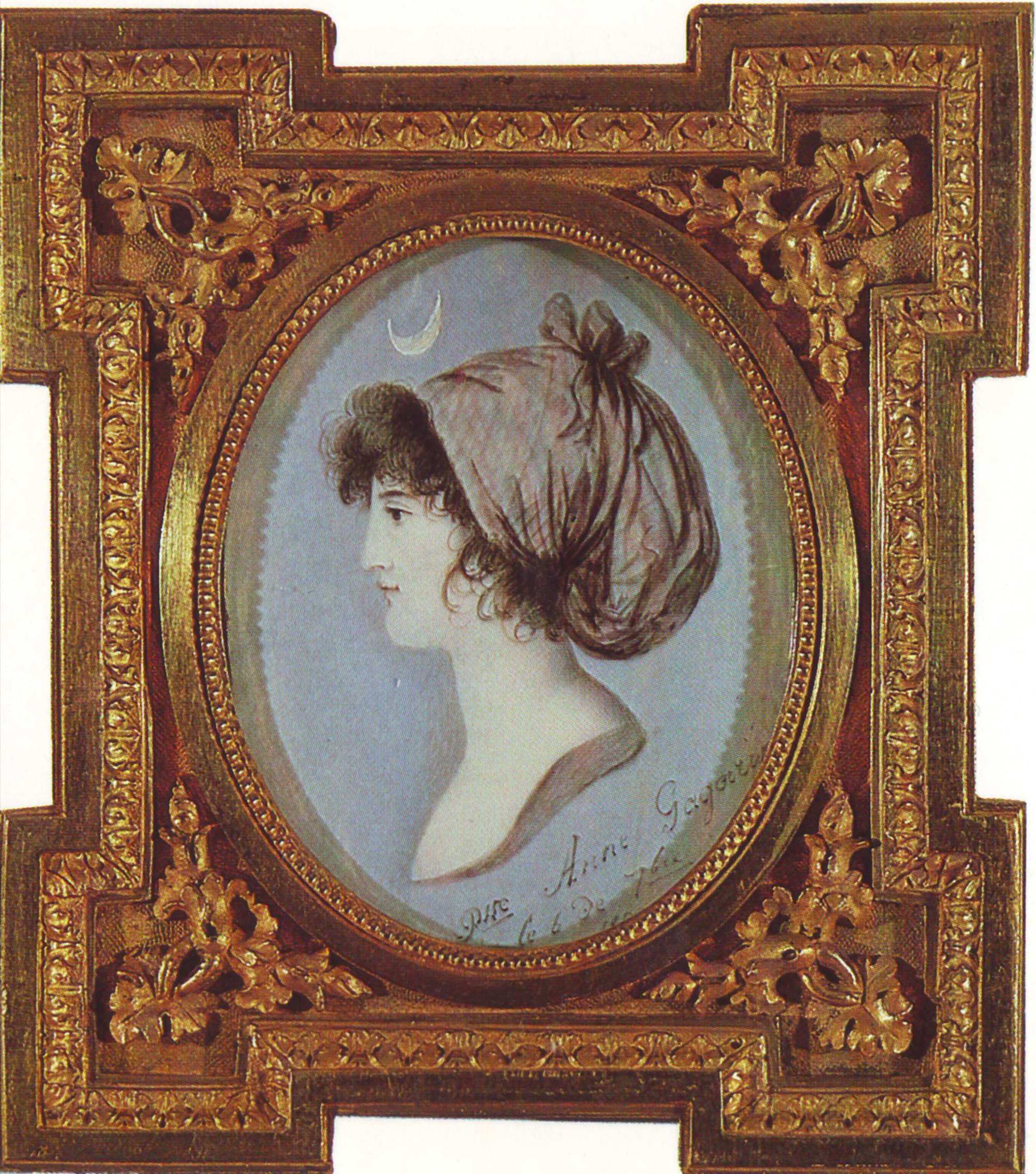
Портрет княгини А. П. Гагариной, 1800 г.
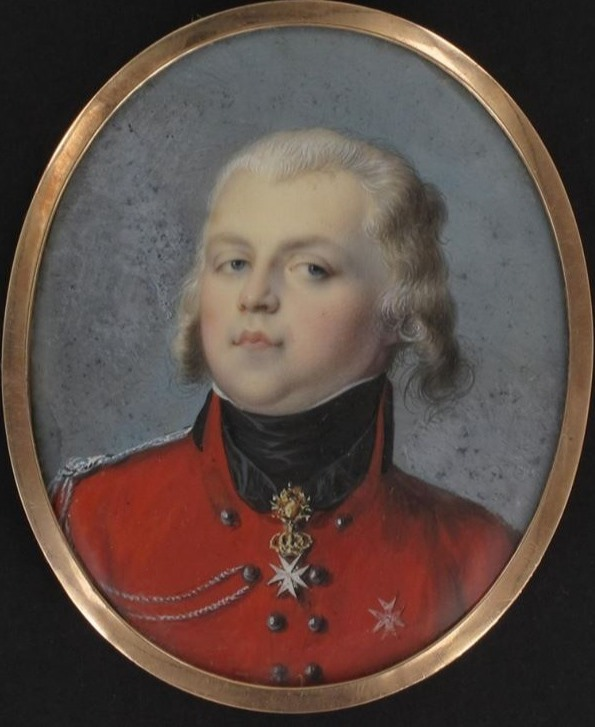
Портрет А. Н. Супонева, 1800-1801 гг.
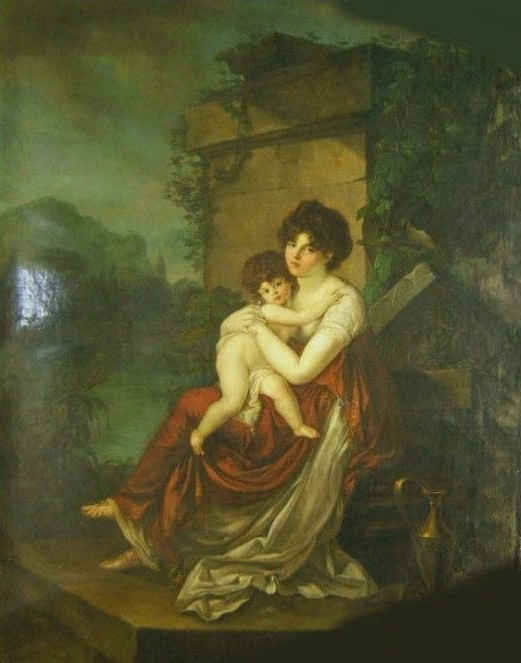
Портрет М. А. Нарышкиной с дочерью, 1801 г.
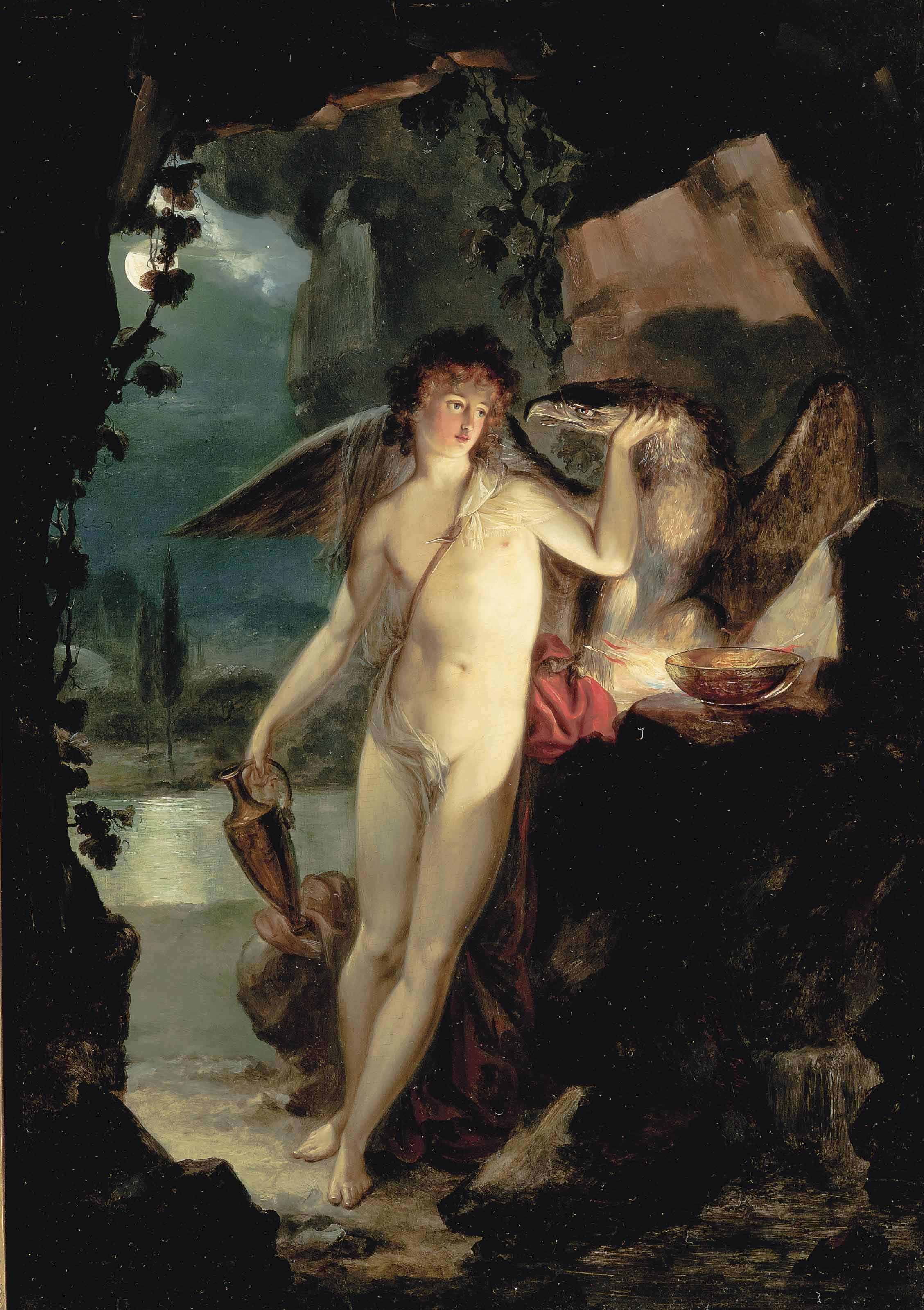
Ганимед, 1801 г.
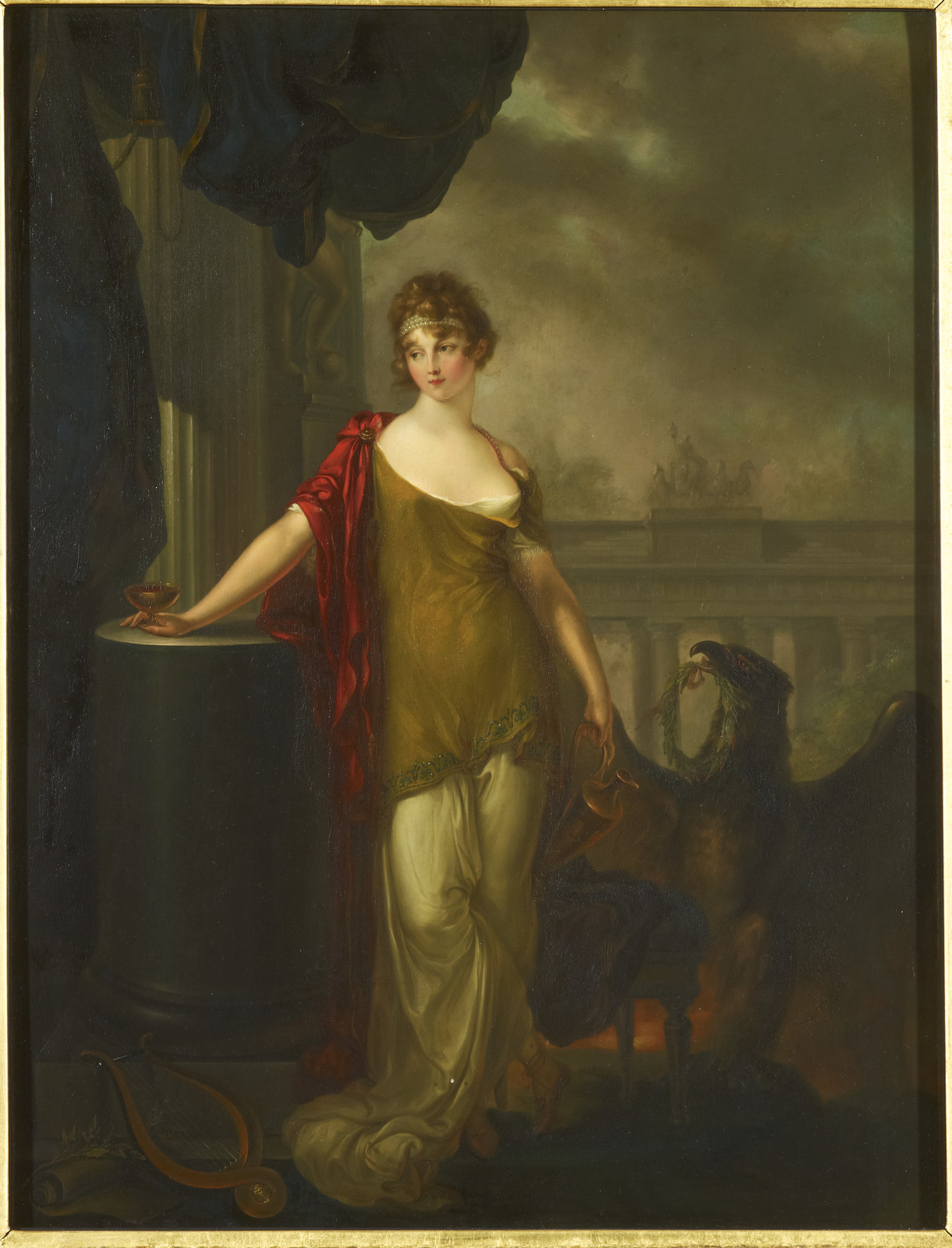
Портрет королевы Луизы Прусской, 1797-1803 г.

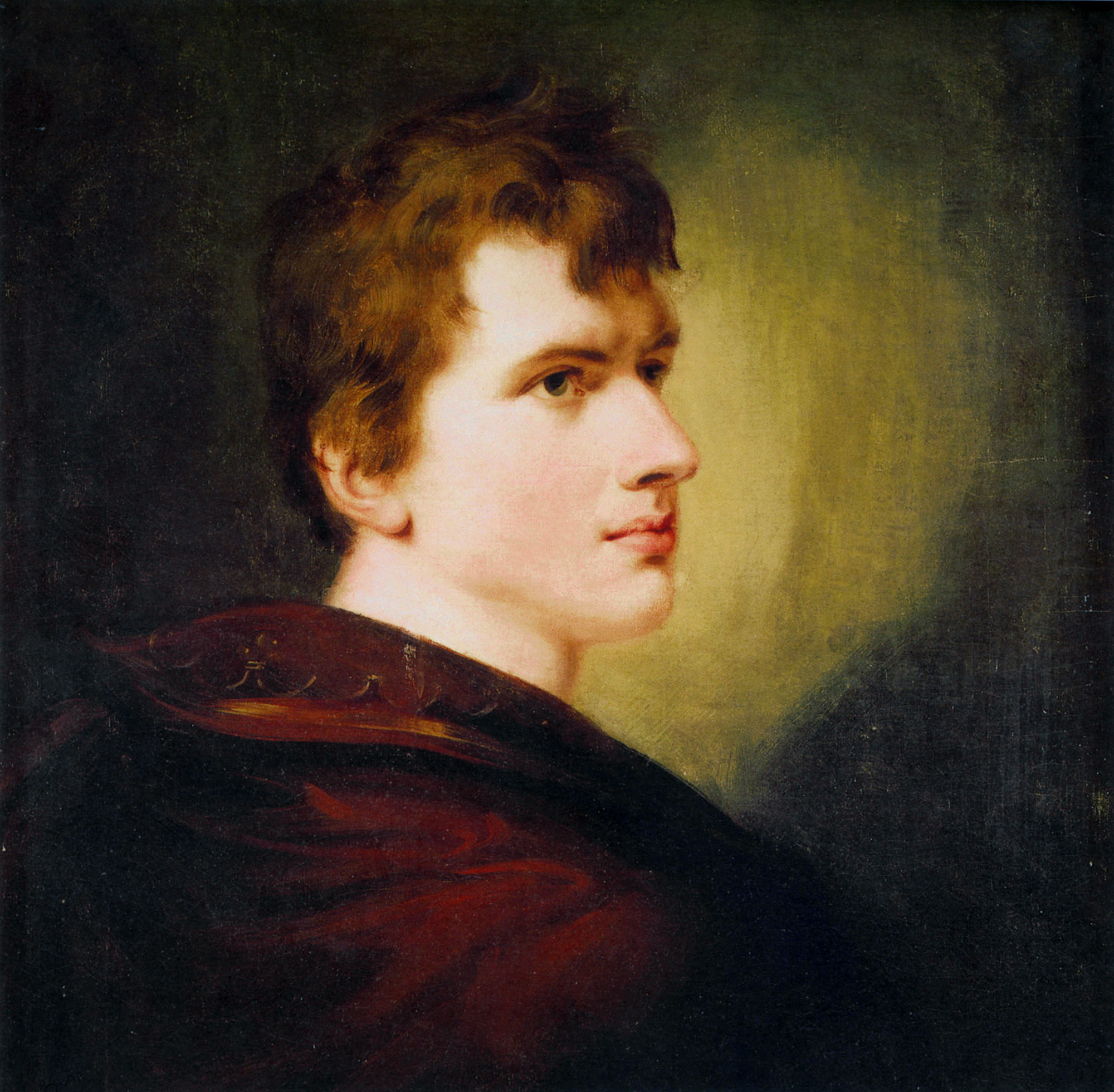
Портрет Людвига Ахима фон Арнима, 1805 г.
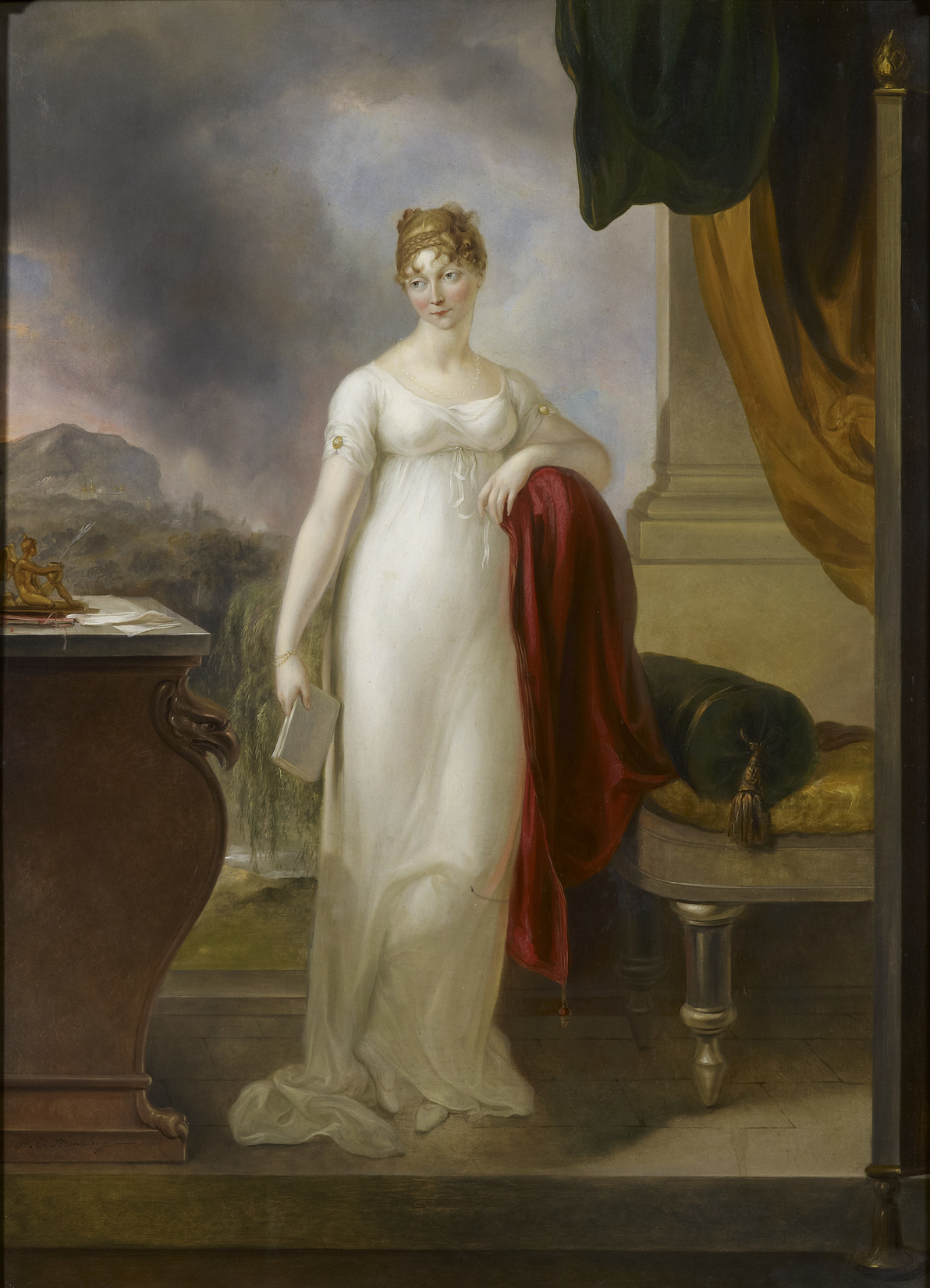
Портрет принцессы Амелии Великобританской, около 1805 г.
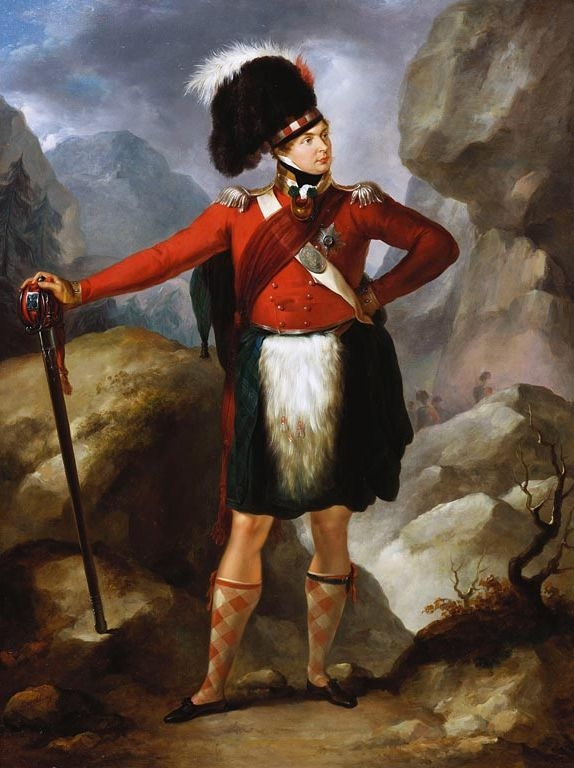
Портрет Августа, герцога Сасекского, 1805-1810 гг.
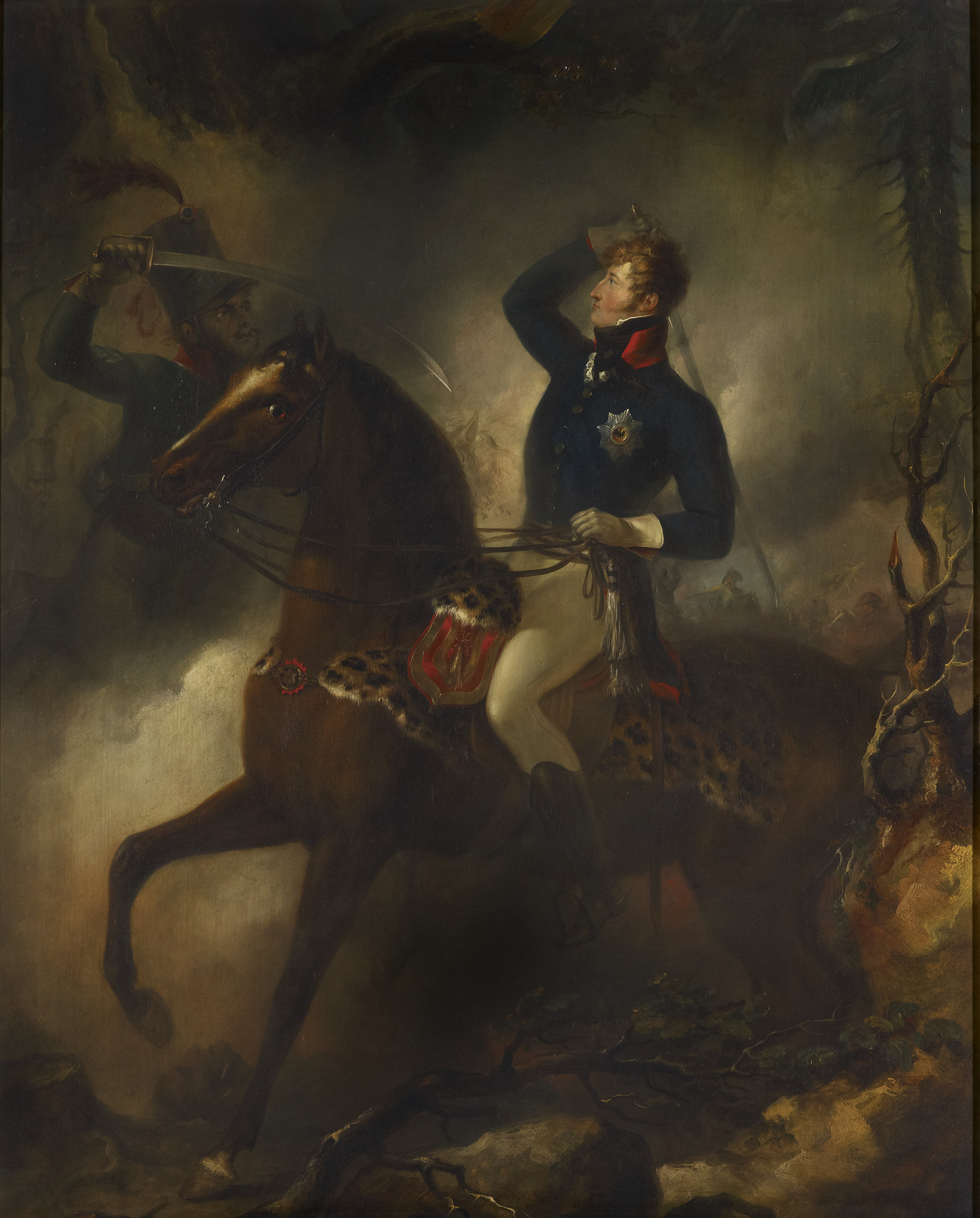
Смерть принца Людвига Фридриха Прусского, 1806-1816 гг.
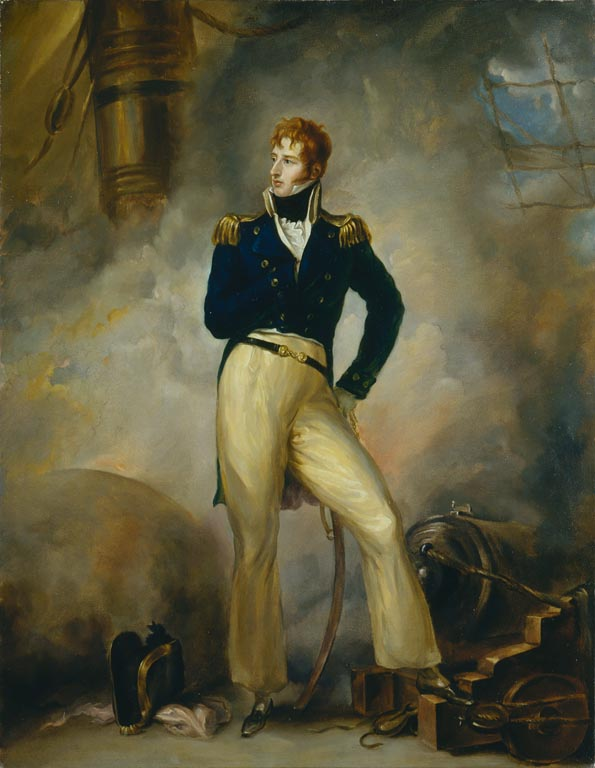
Портрет Томаса Кокрейна, 10-й графа Дандональда, (копия с портрета 1807 г.)
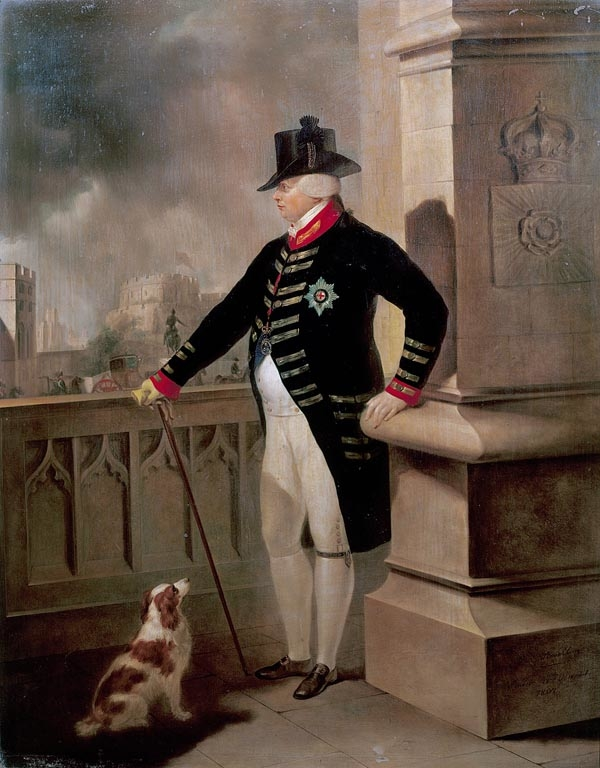
Портрет короля Георга III, 1807 г.
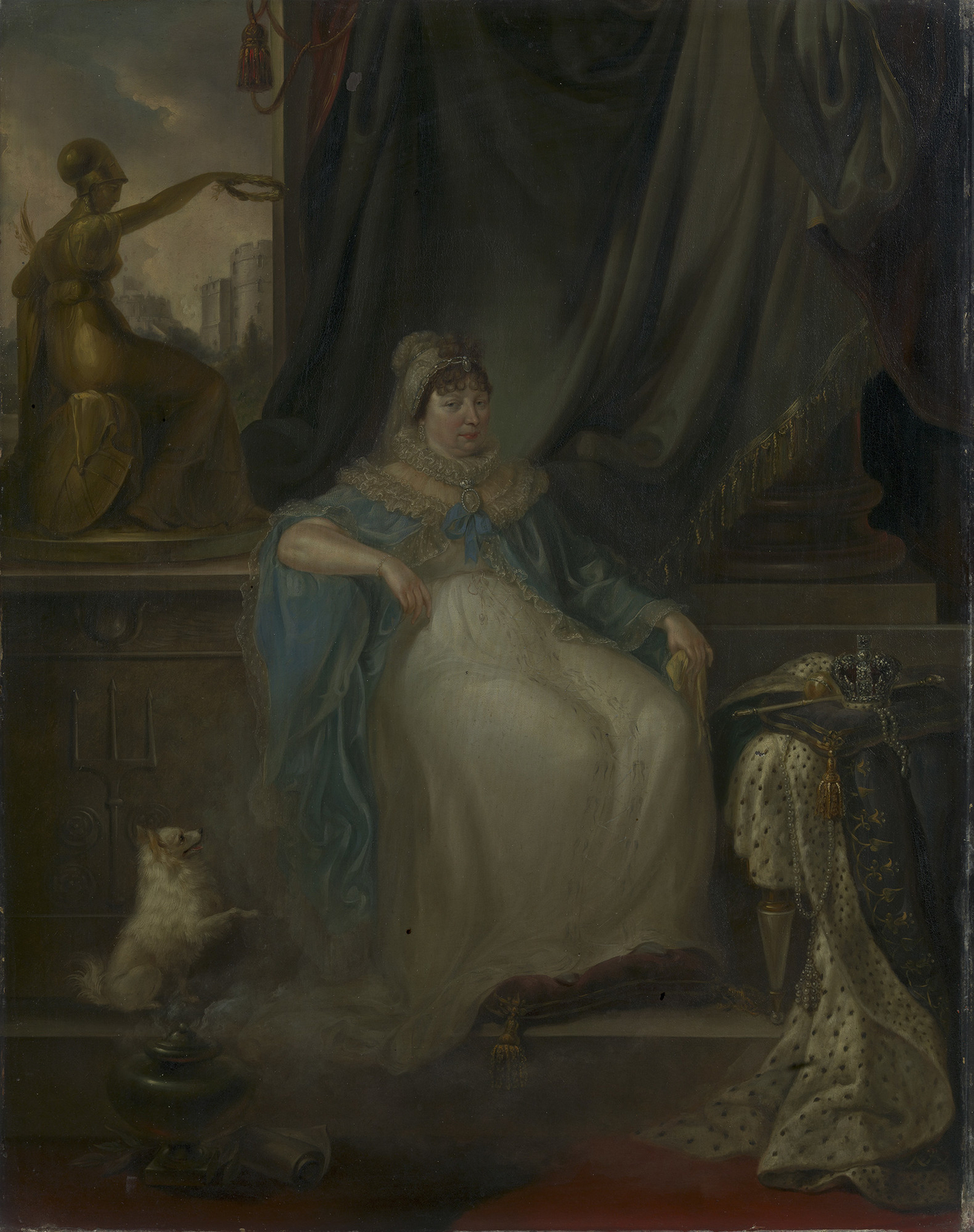
Портрет королевы Шарлотты, 1807 г.
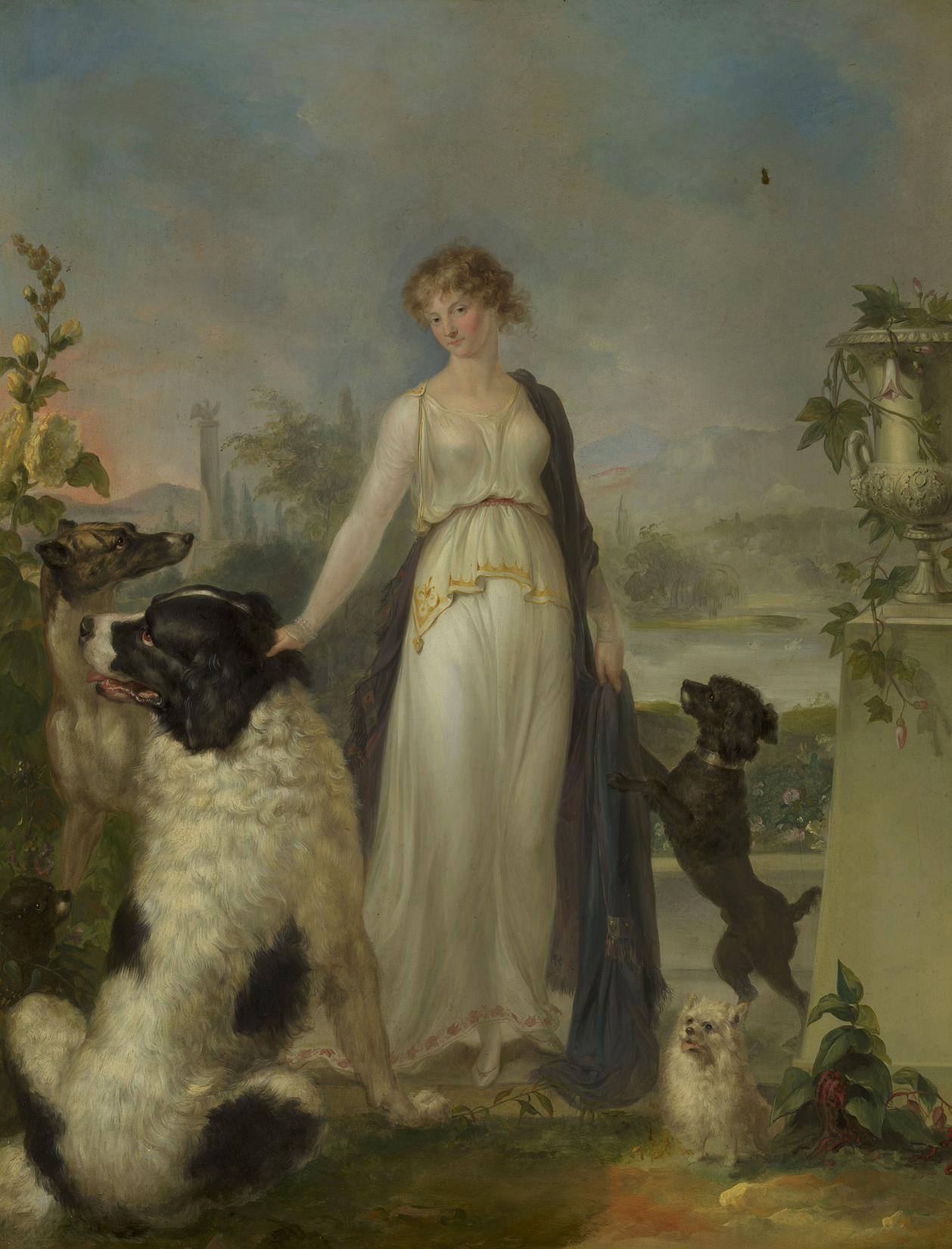
Портрет Шарлотты, герцогини Йоркской, 1807 г.
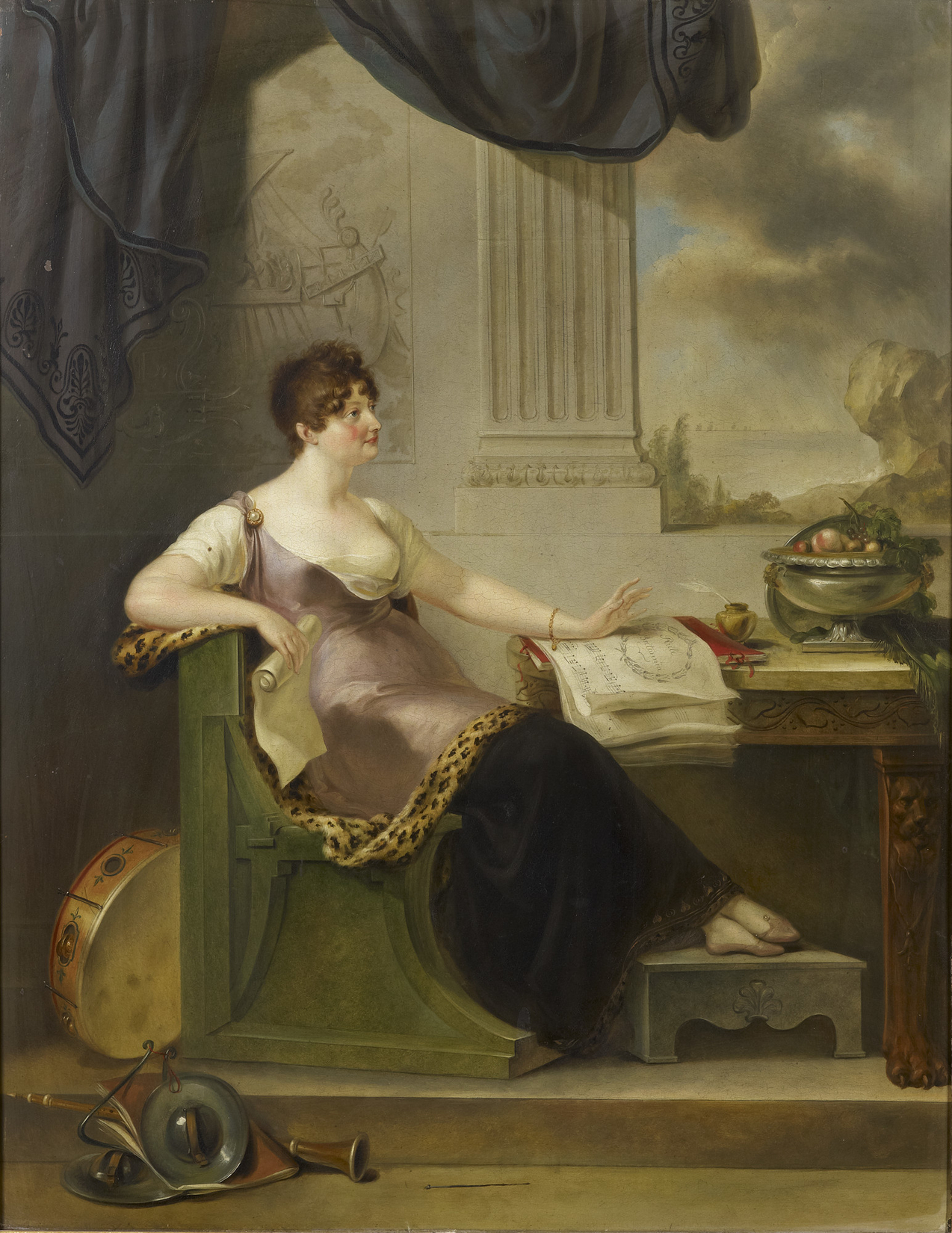
Портрет принцессы Августы Софии Великобританской, 1807 г.
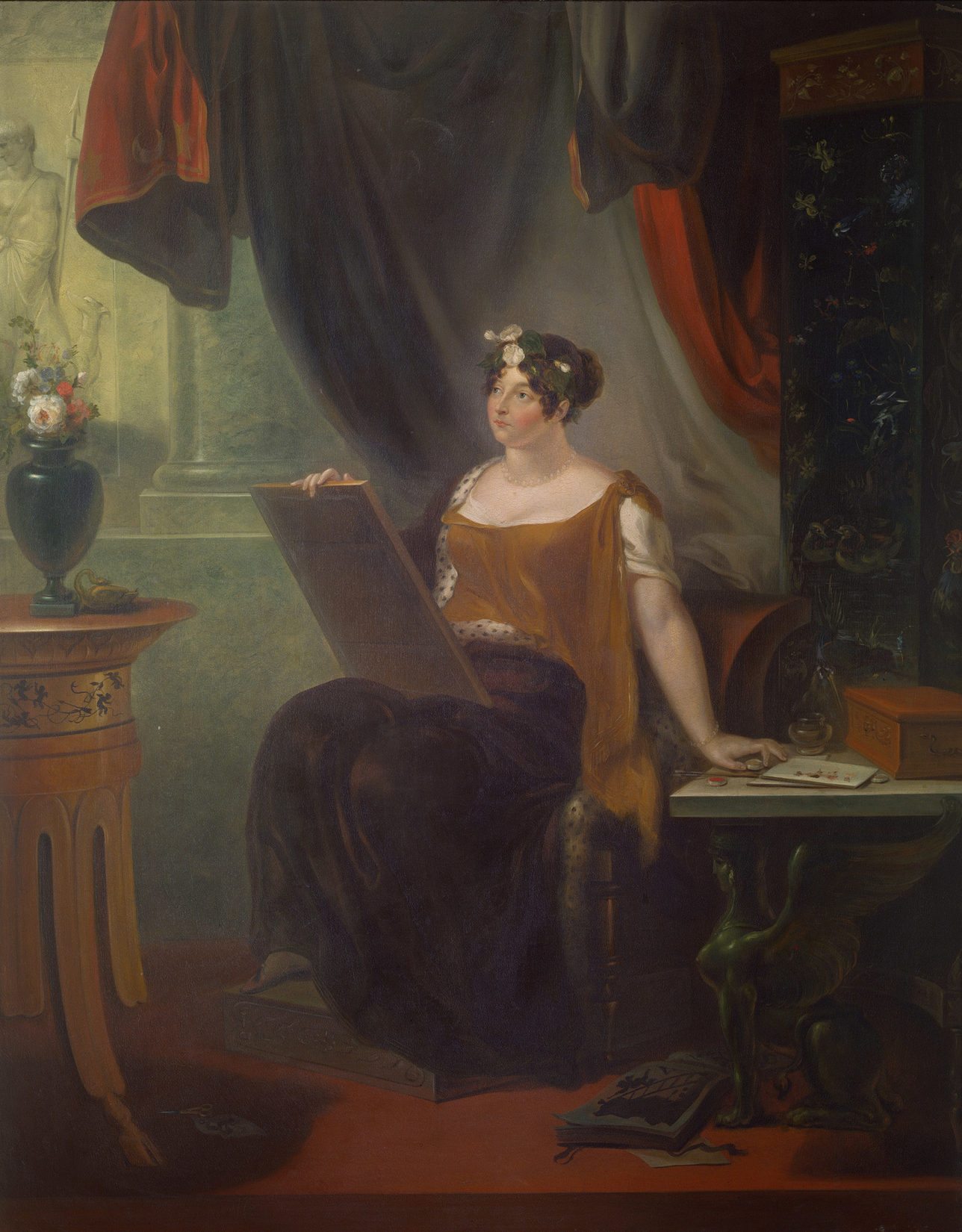
Портрет принцессы Елизаветы Великобританской, 1807 г.
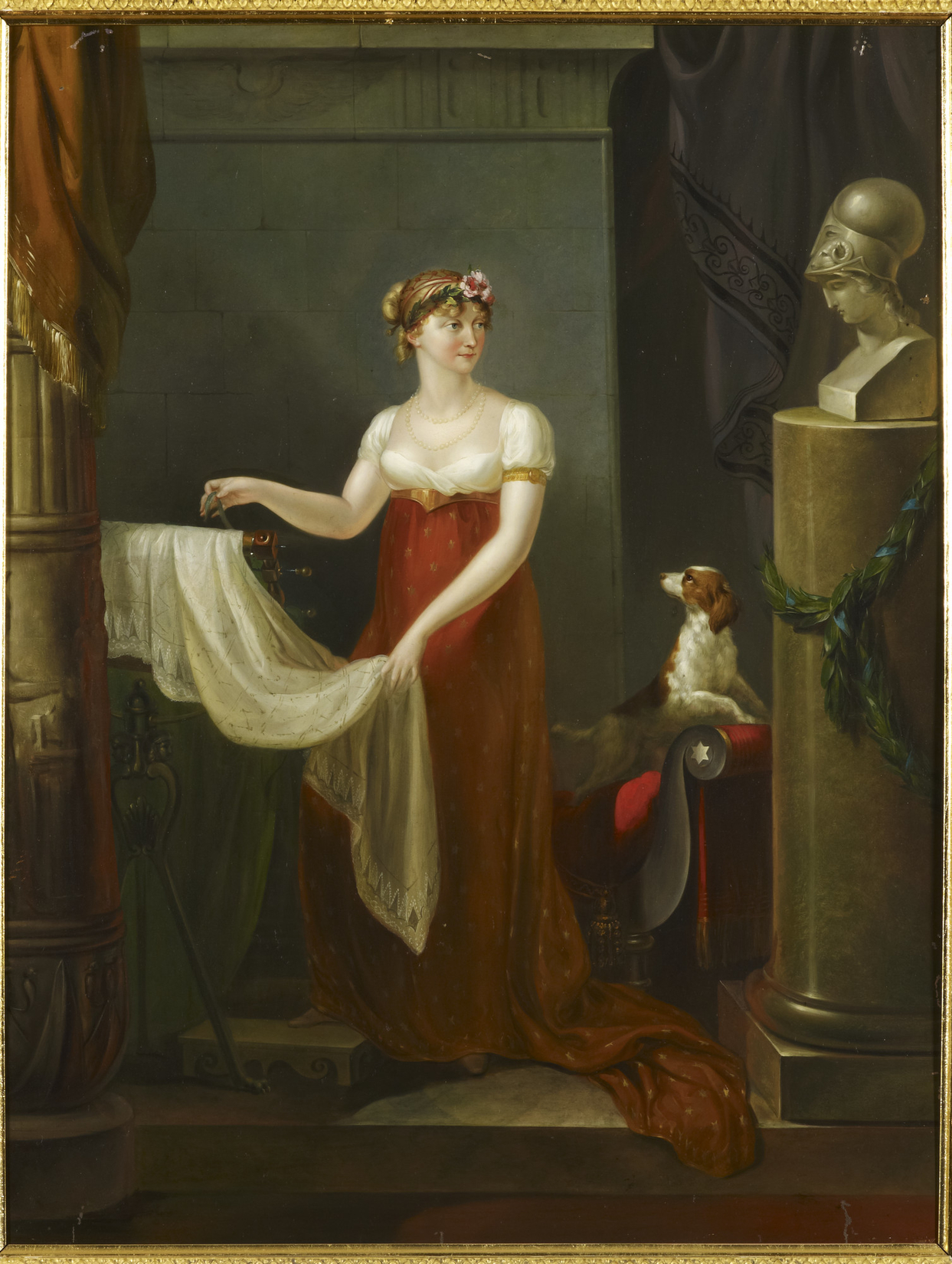
Портрет принцессы Софии Великобританской, 1807 г.
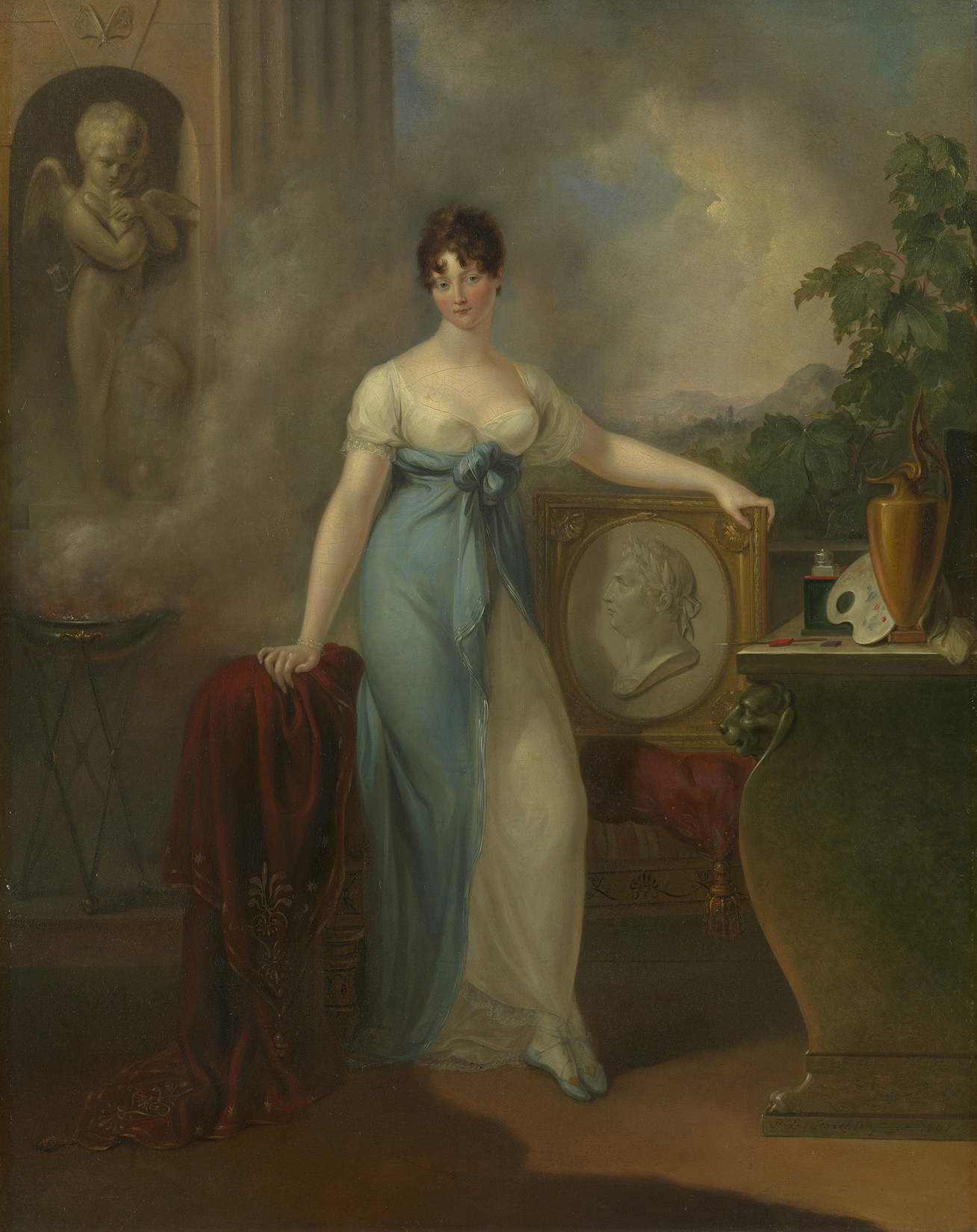
Портрет принцессы Марии Великобританской, около 1807 г.
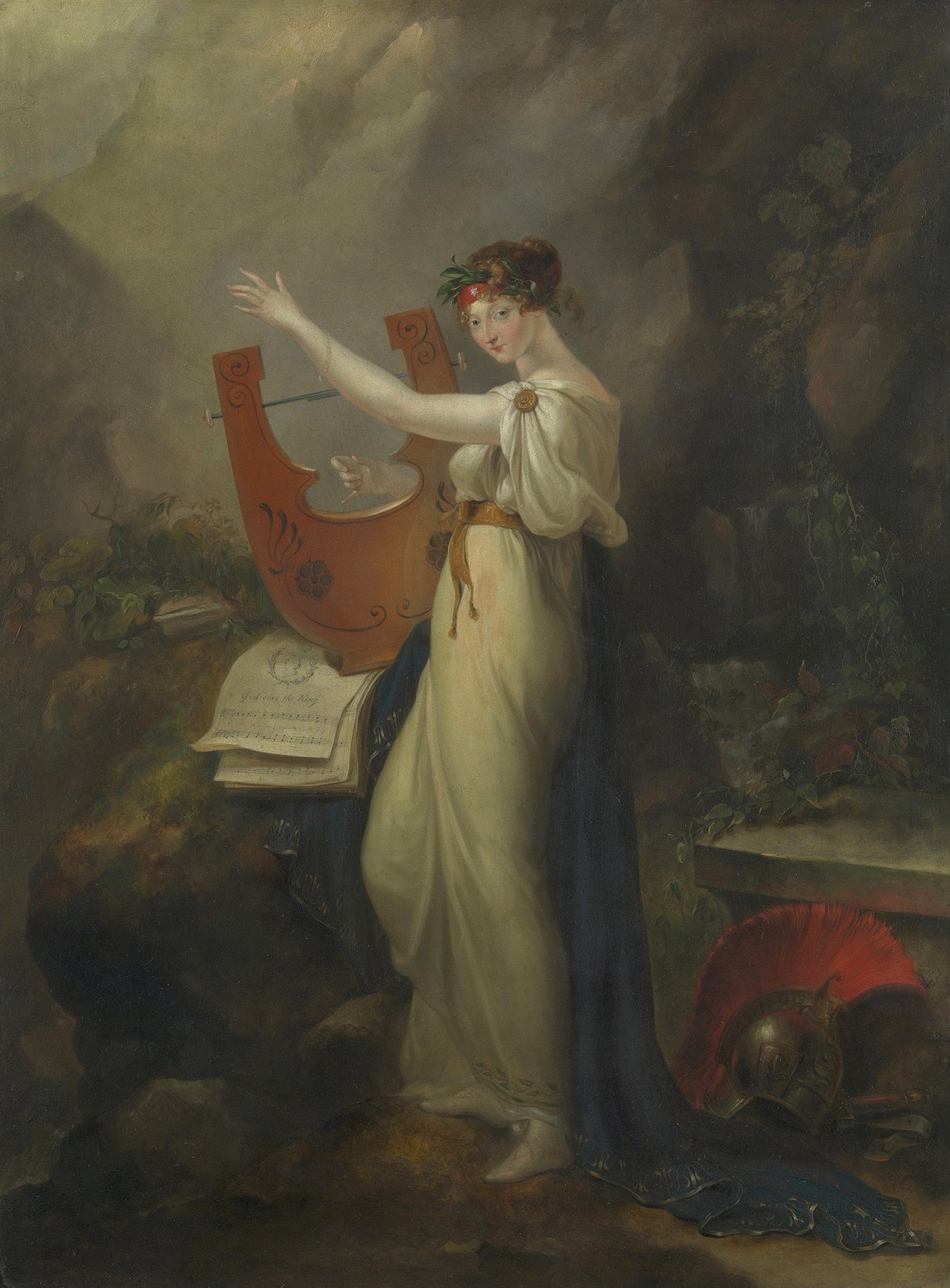
Портрет принцессы Амелии Великобританской, около 1807 г.
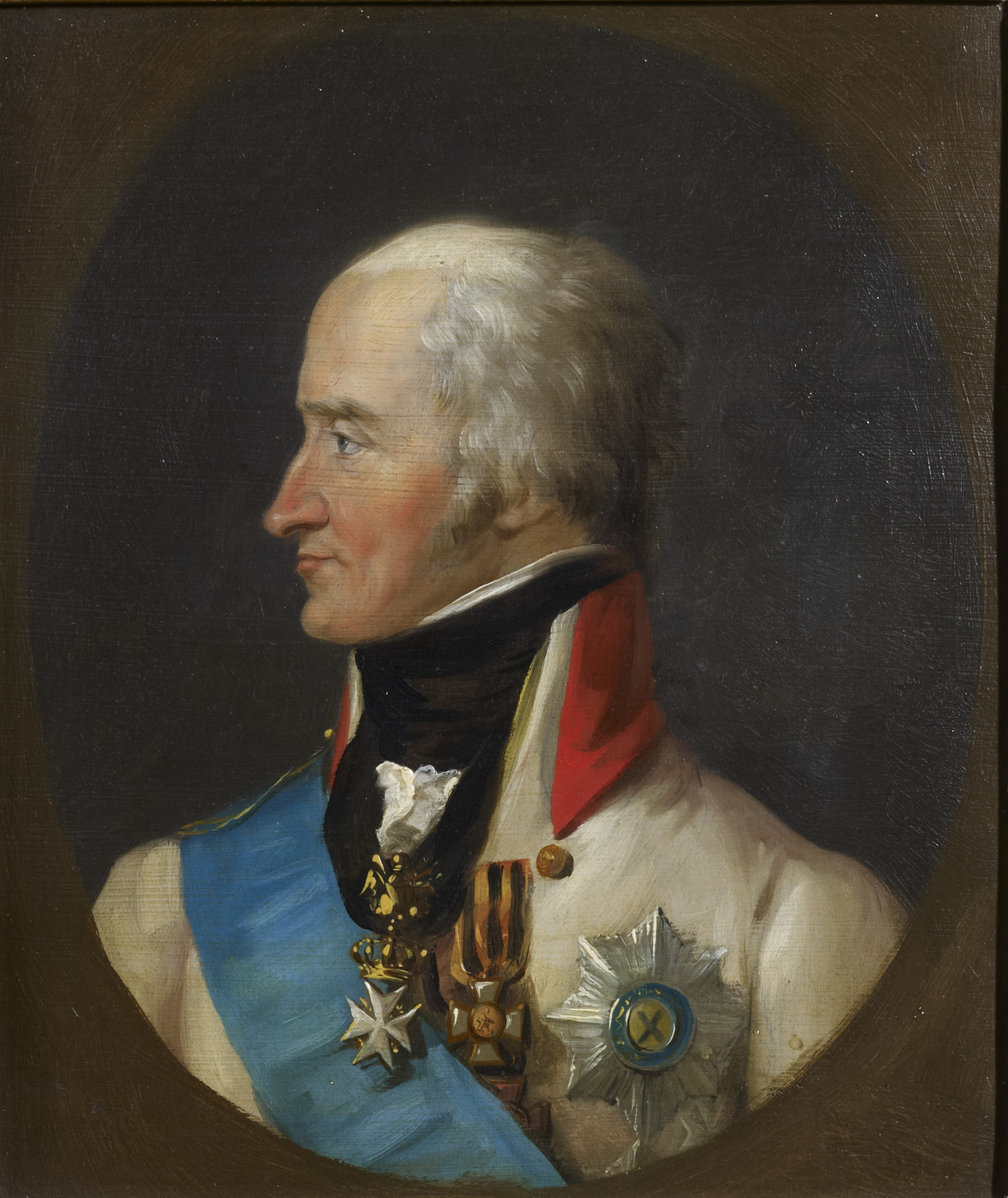
Портрет графа Леонтия Леонтьевича Беннигсена 1810-1815 гг.
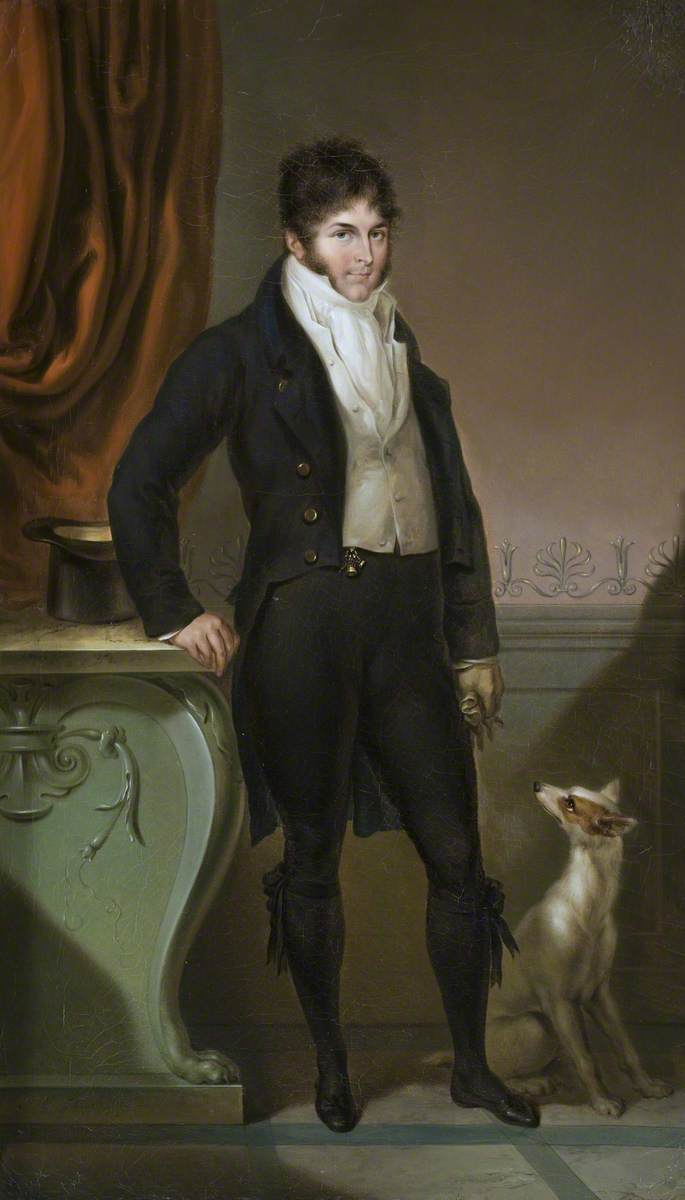
Портрет сэра Генри Уэйн-Тампеста, около 1819 г.
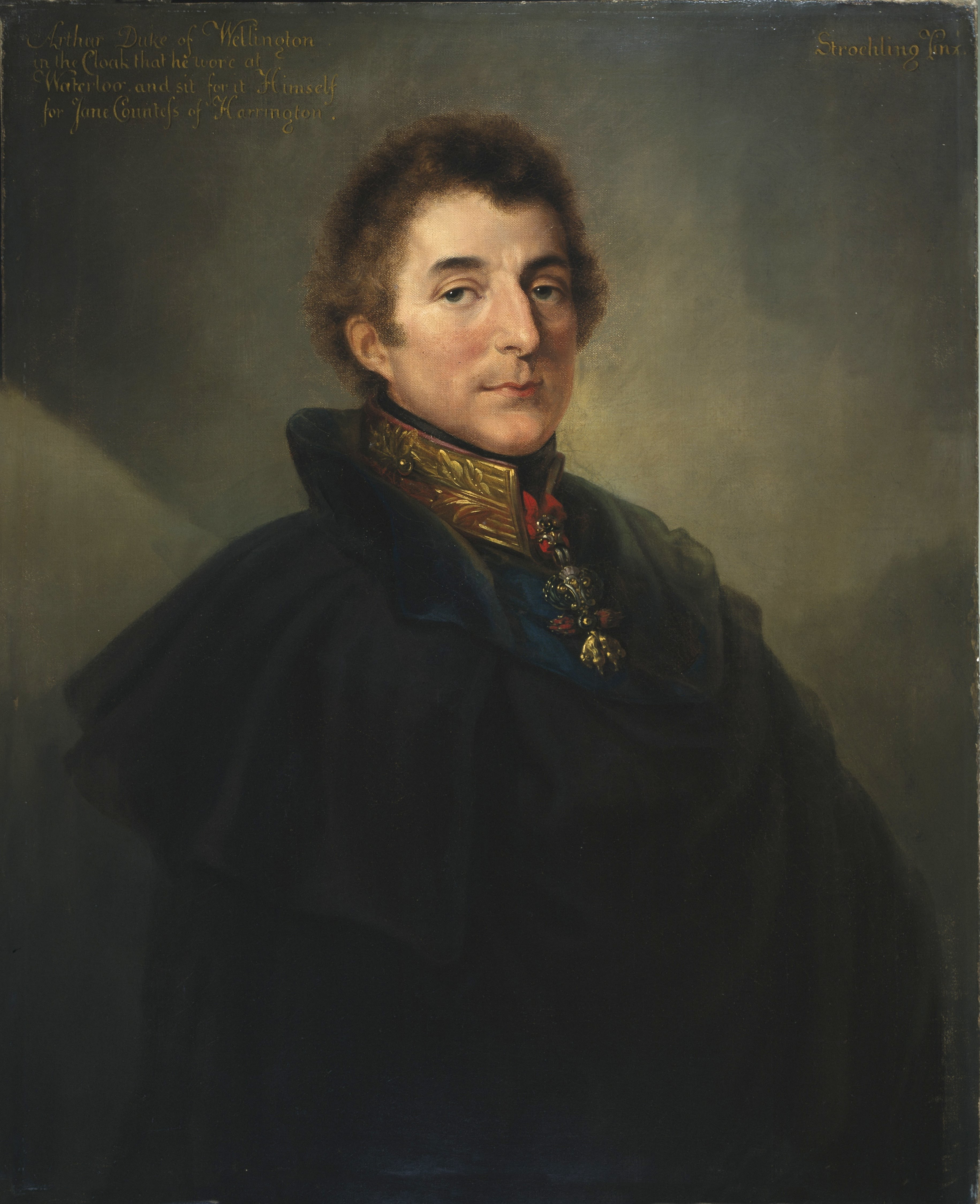
Портрет Артура Уэлсли, 1-го герцога Веллингтона, 1820 г.
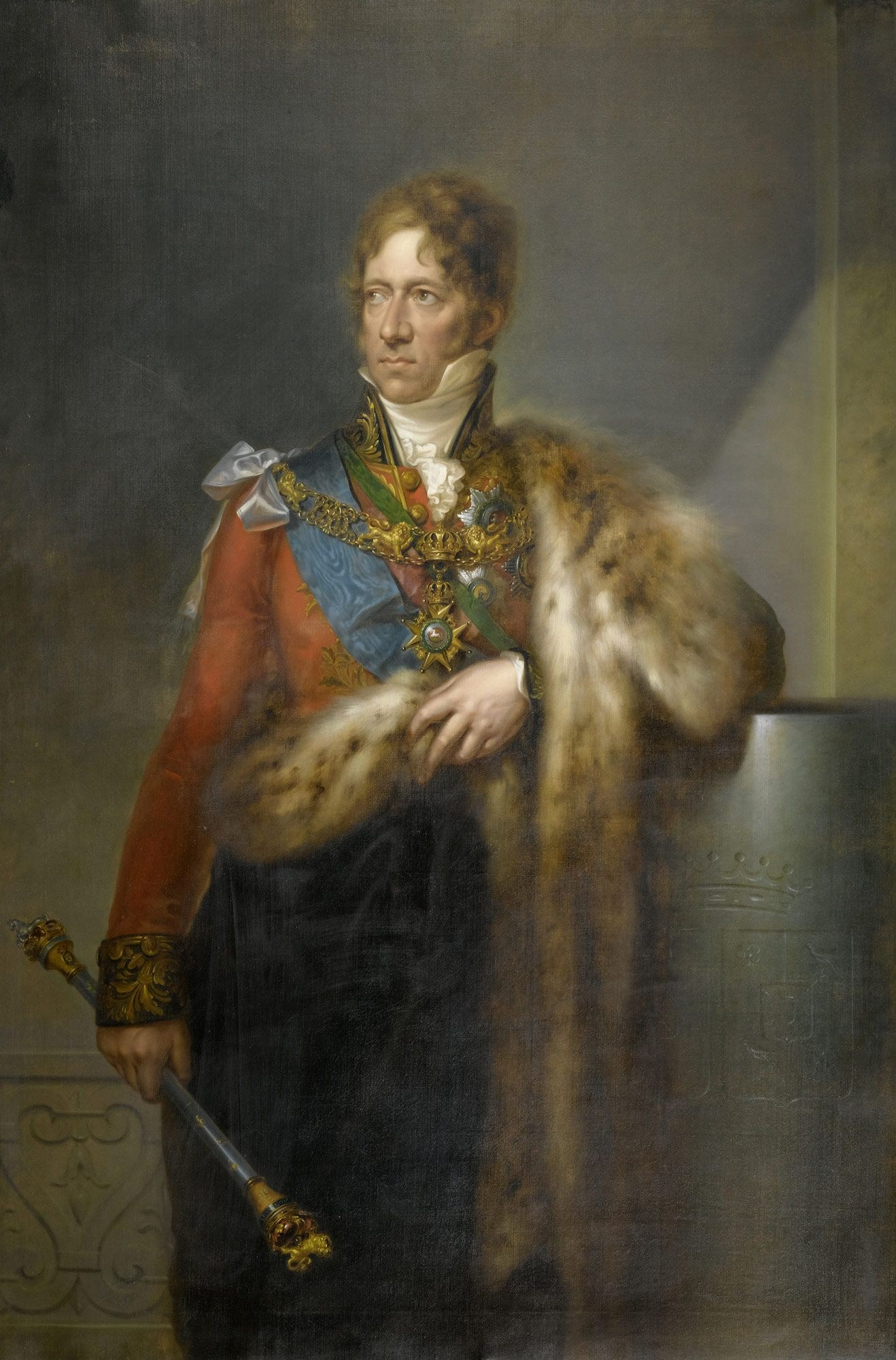
Портрет Эрнста Фридриха, графа цу Мюнстер, 1822 г.
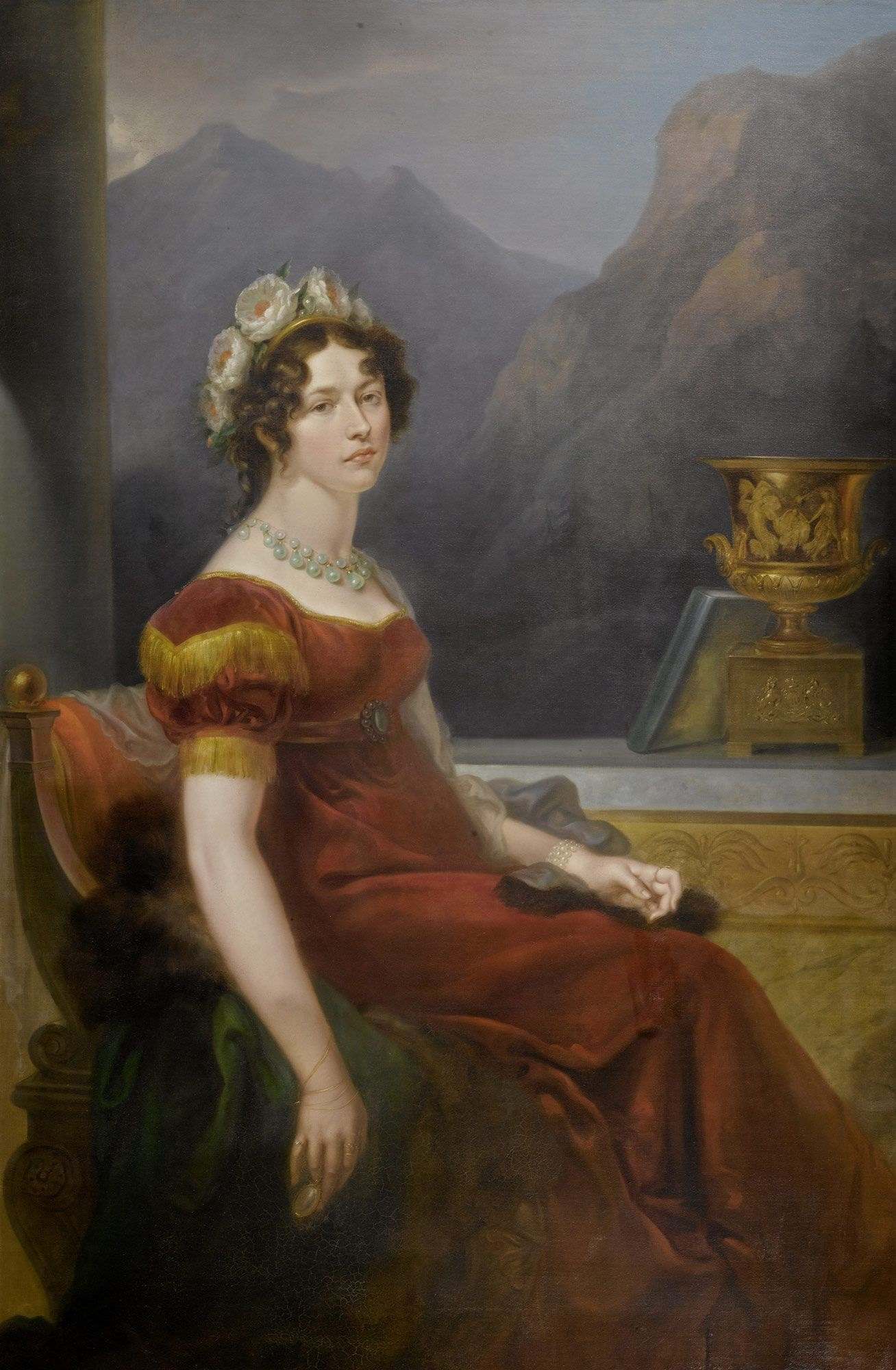
Портрет Вильгельмины, графини цу Мюнстер, 1822 г.
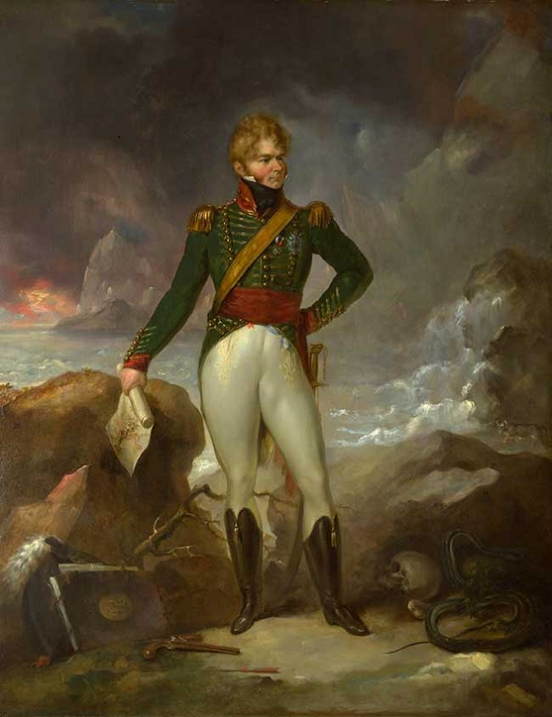
Портрет сэра Джорджа де Ласи Эванса, около 1825 г.
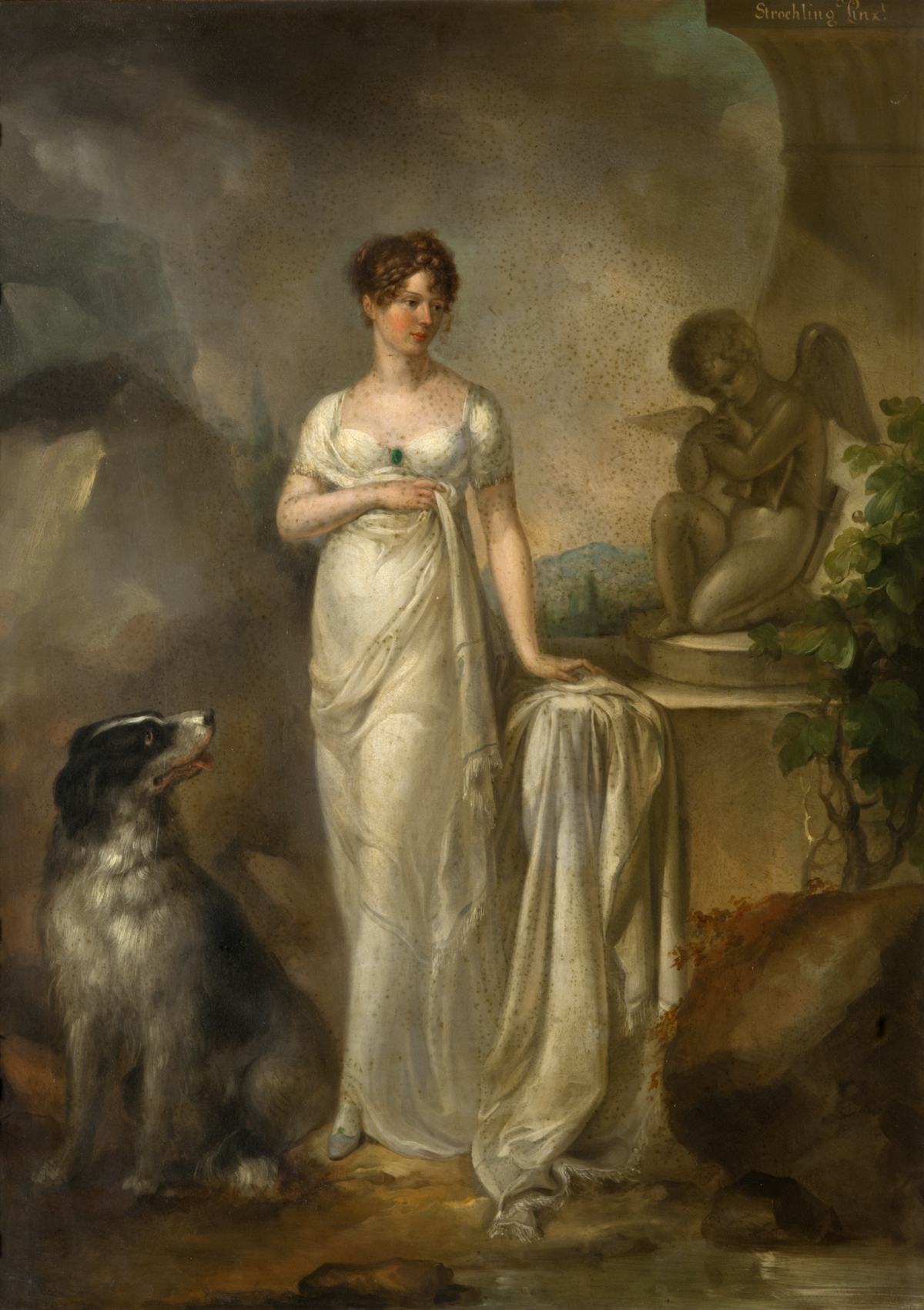
Портрет Джейн Стэнхоуп, графини Харрингтон
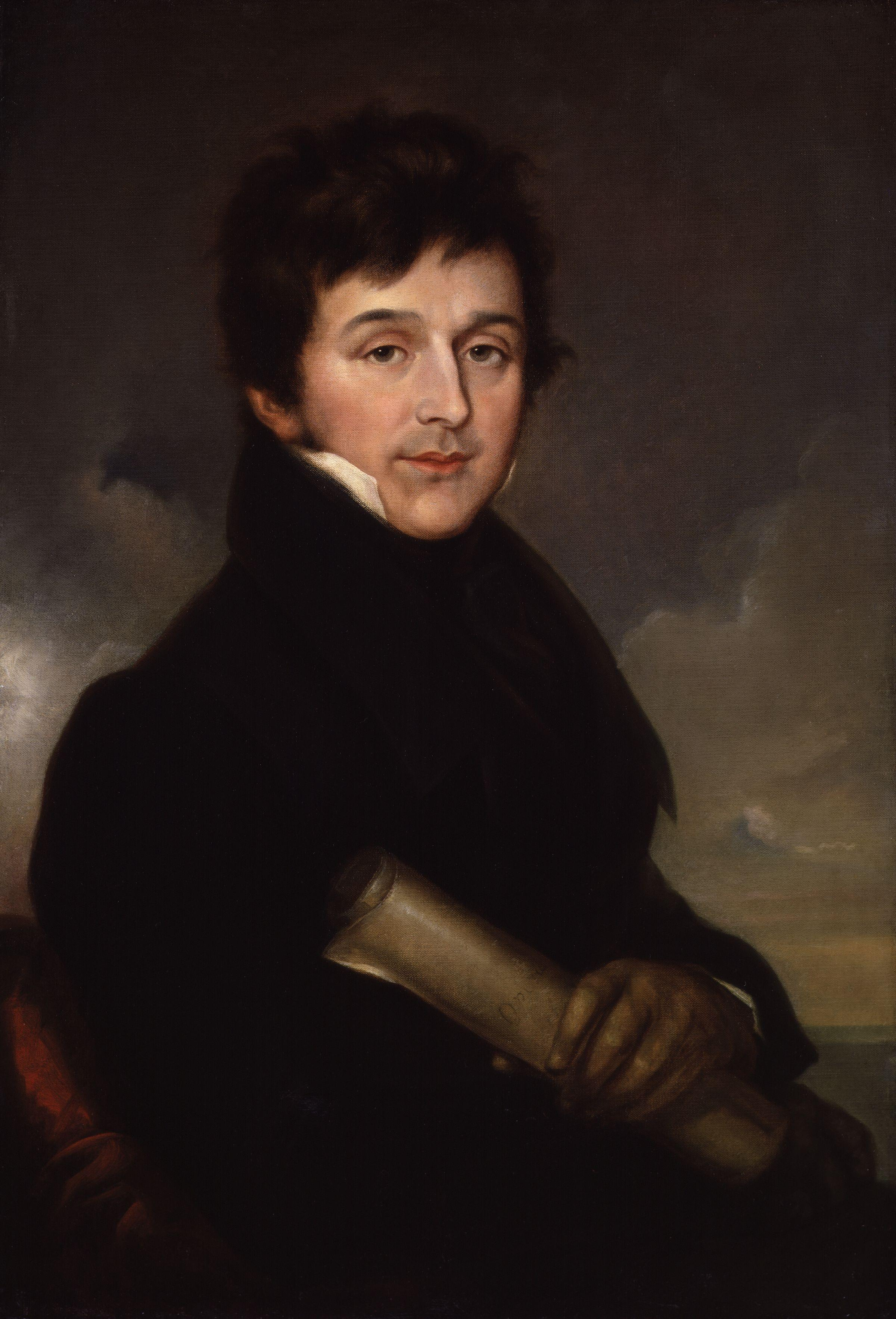
Портрет Чарльза Эдуарда Хорна

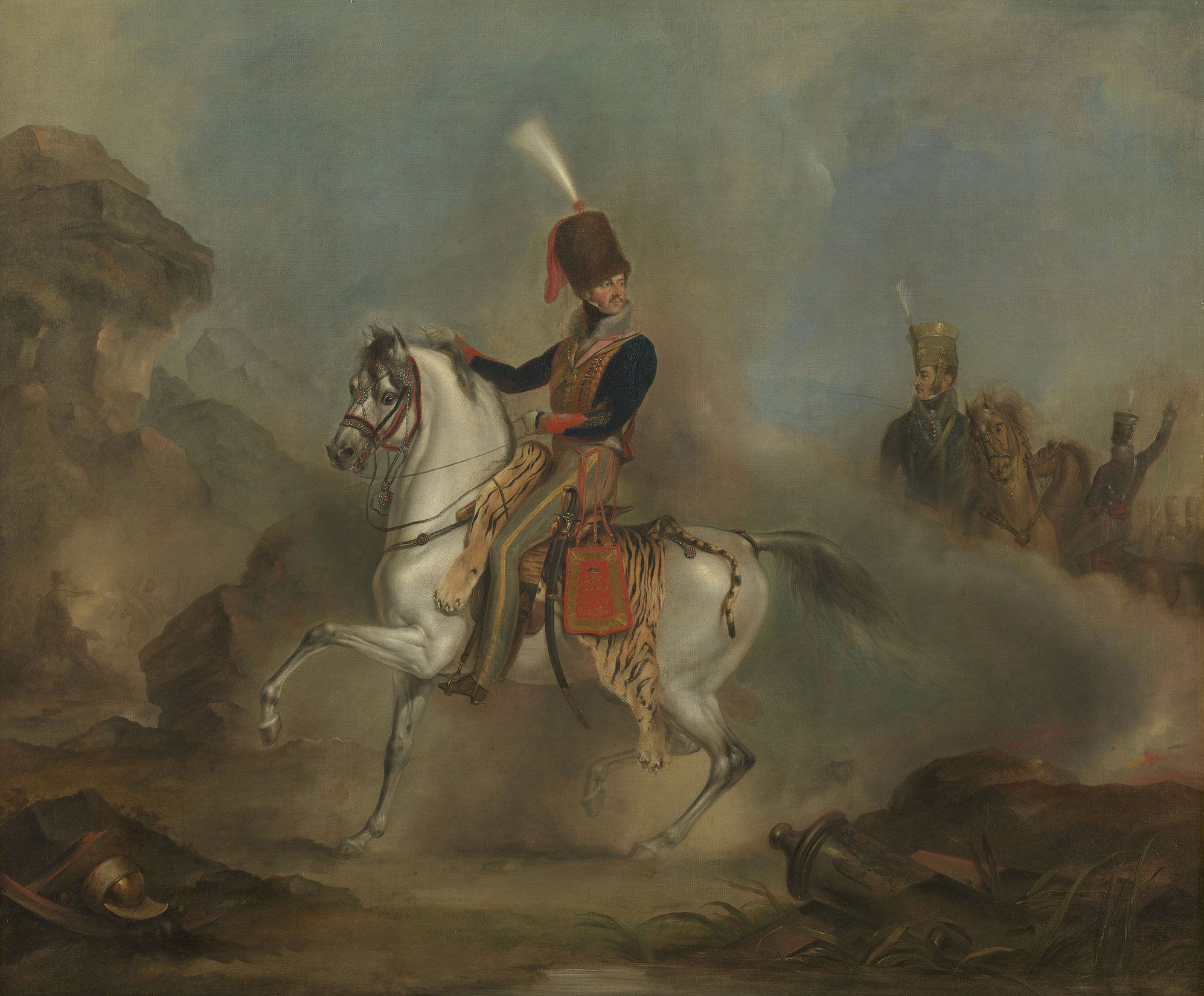
Портрет Генри Пэджета, 2-го графа Аксбриджа, 1809-1814 гг.
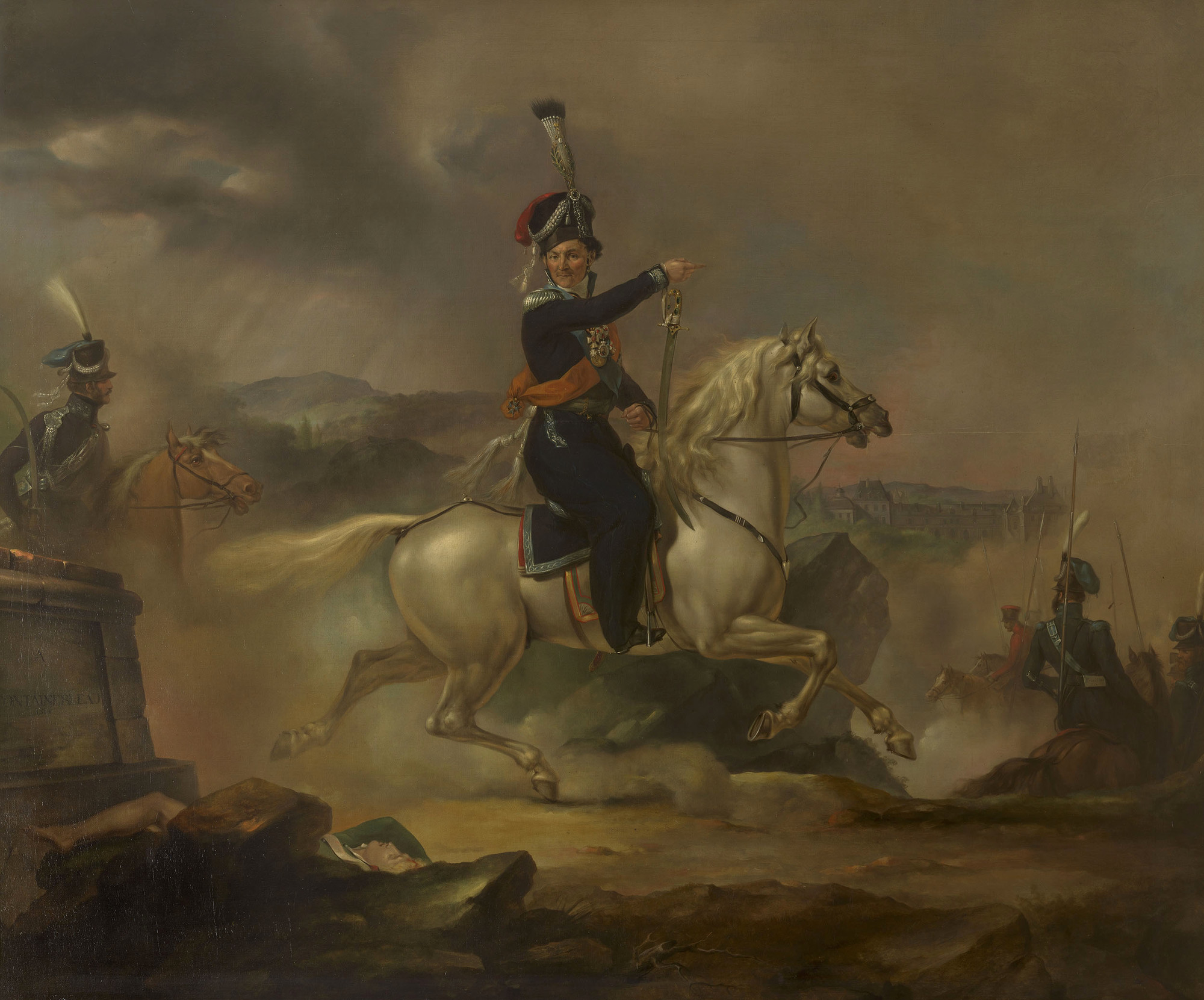
Портрет казачьего атамана, графа М. И. Платова, 1814 г.
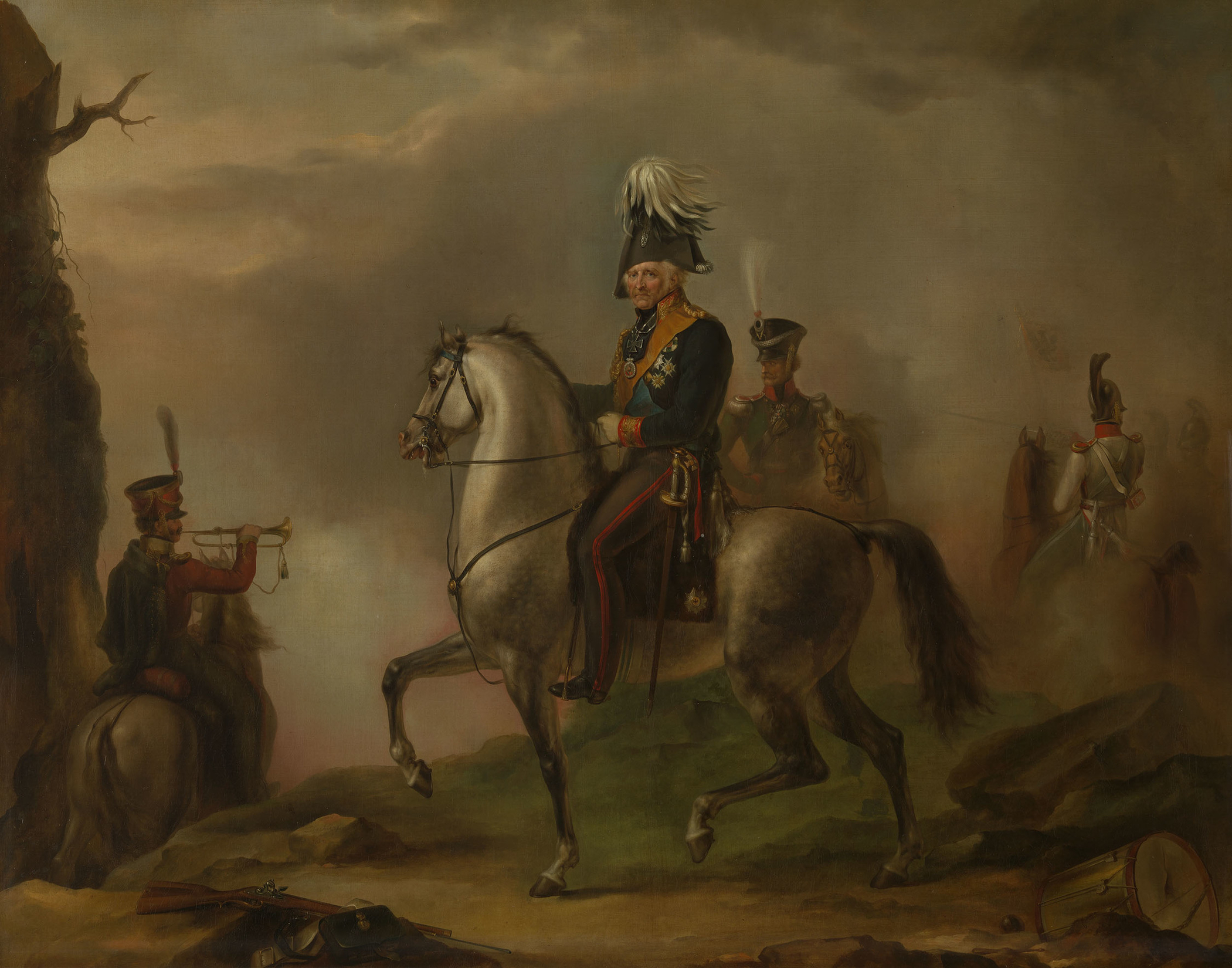
Портрет генерал-фельдмаршалла князя фон Блюхера, 1814 г.
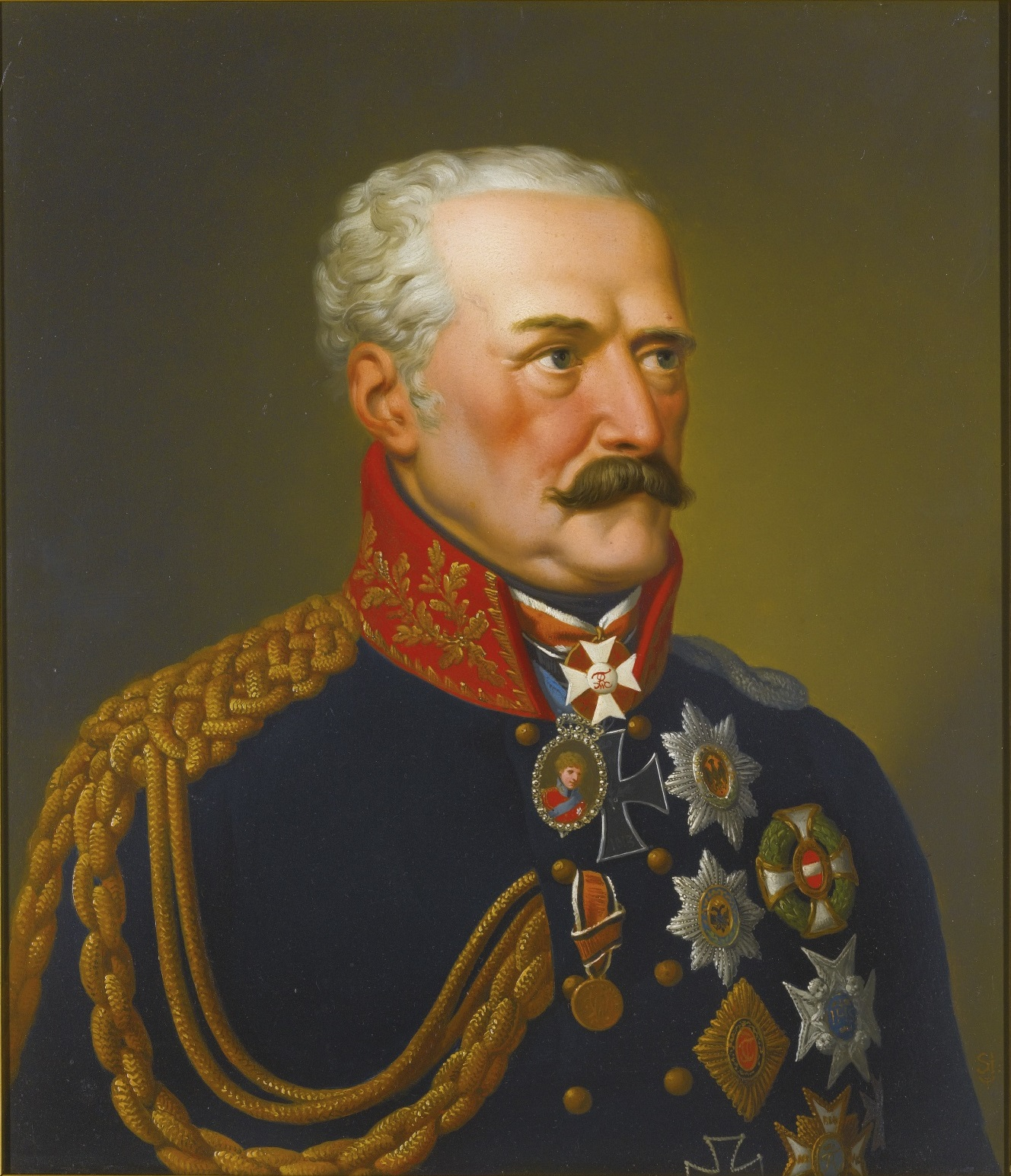
Портрет генерал-фельдмаршалла князя фон Блюхера